# Geschichte der Straßenbahn in Hannover

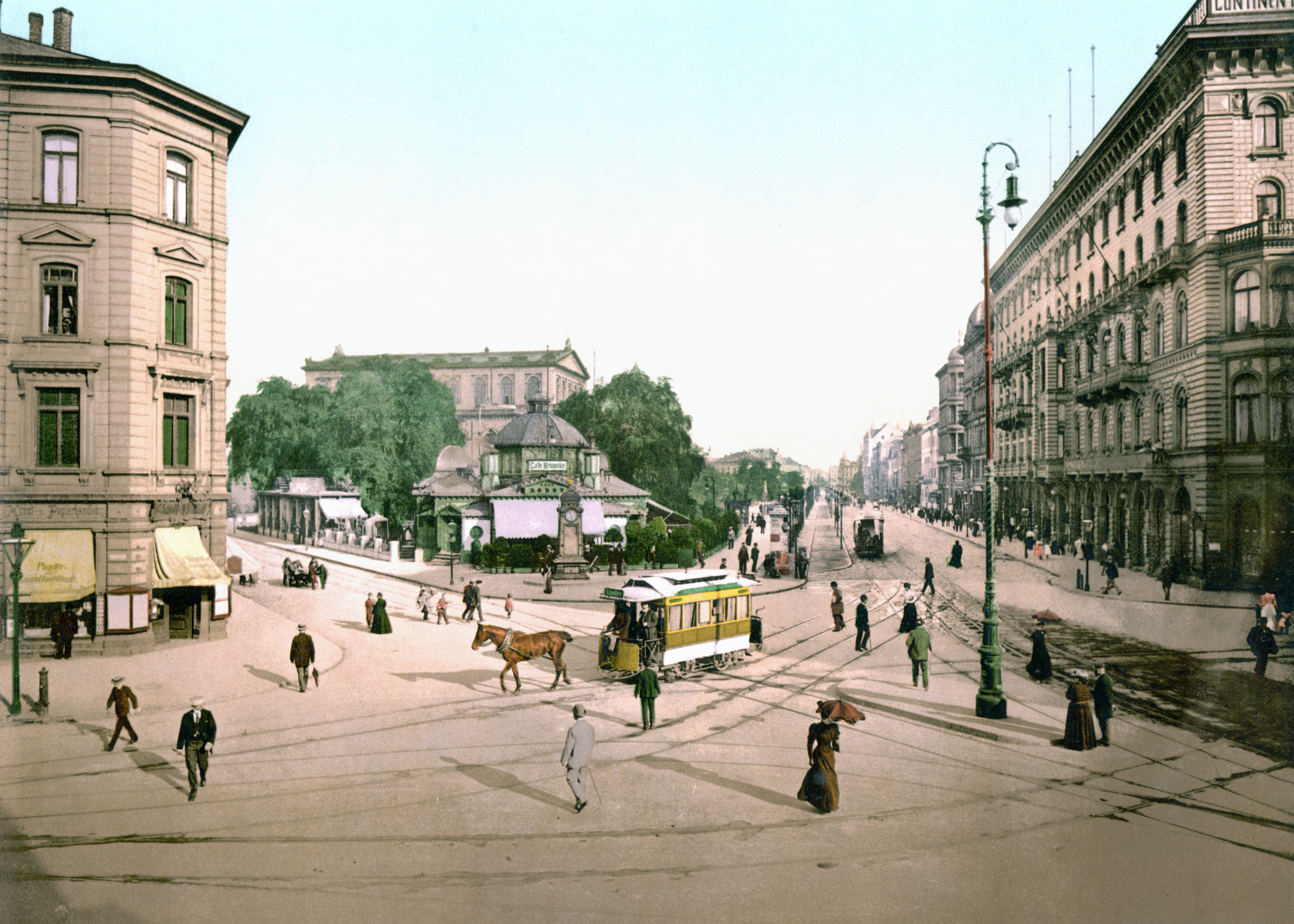
Kröpcke mit Pferdebahn um 1890

Die Geschichte der Straßenbahn in Hannover begann am 16. September 1872 mit der Eröffnung der ersten Pferdebahnlinie zwischen Steintor und Döhrener Turm. Die Straßenbahn wurde seit den 1960er Jahren zur Stadtbahn umgebaut. Zwischen 1937 und 1958 ist die Straßenbahn durch eine Oberleitungsbuslinie ergänzt worden.

## 1872 bis 1892: Anfänge als Pferdebahn
Vor Eröffnung der Straßenbahn gab es einen öffentlichen Nahverkehr mit Pferdeomnibussen. Bereits am 31. Oktober 1853 war eine Linie zwischen den Haltestellen Hauptbahnhof und Schwarzer Bär im damals noch selbstständigen Linden eingerichtet worden. Der letzte Pferdebus fuhr 1918.

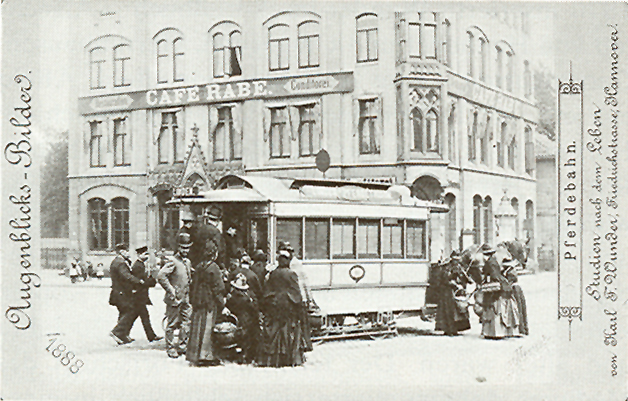
Pferdebahnlinie Linden–Pferdeturm (1888)

Die Continentale Pferdeeisenbahn-Actien-Gesellschaft wurde im Oktober 1871 gegründet und schloss im November 1871 einen Vertrag mit der Stadt Hannover über die Straßennutzung ab. Im April 1872 begannen die Bauarbeiten in der Georgstraße und am 14. September wurde die erste Linie vom Steintor bis zum Döhrener Turm eröffnet. Die eingleisige Strecke wurde in Normalspur errichtet, in regelmäßigen Abständen in Sichtweite gab es Ausweichen. Der größte Bauwerk auf der Strecke war die Überführung über die Bahnstrecke Hannover–Altenbeken, die im gleichen Jahr ebenerdig eröffnet worden war, heute die Straße Altenbekener Damm. Am 18. Oktober 1872 wurde eine vom Aegidientorplatz ausgehende Zweigstrecke zum Endpunkt der Altenbekener Bahn eröffnet, dem Lokalbahnhof am Bischofsholer Damm (später als Güterbahnhof Südbahnhof).
Am nördlichen Ende Steintor wurde die Strecke zunächst bis zum Königsworther Platz, am 1. April 1873 dann bis zum Großen Garten im damals noch selbstständigen Herrenhausen verlängert. 1877 entstand eine Linie vom Steintor über Goetheplatz zum Schwarzen Bär in Linden.
1879 pachtete The Tramways Company of Germany Ltd. (Sitz London und Dresden) die inzwischen 18,94 Kilometer langen Strecken der Continentalen. Auf eigene Rechnung wurden 1879 Strecken zur Strangriede und zum Zoo, 1880 zum Lister Turm und nach Vahrenwald erbaut. Auch der Hauptbahnhof wurde durch eine Stichstrecke durch die Bahnhofsstraße angeschlossen. Die Strecke zum Schwarzen Bären wurde im gleichen Jahr bis zum Deisterplatz verlängert, 1892 zum Bahnhof Linden-Fischerhof.
Eine eigenständige Gesellschaft, die Hannoversche Vorort-Straßenbahn-Gesellschaft, eröffnete 1890 die Pferdebahn Döhrener Turm – Döhren – Wülfel, am Döhrener Turm musste in die Bahnen der Tramways Company umgestiegen werden.

## 1892 bis 1945: Elektrifizierung, Überlandstraßenbahn und Güterverkehr

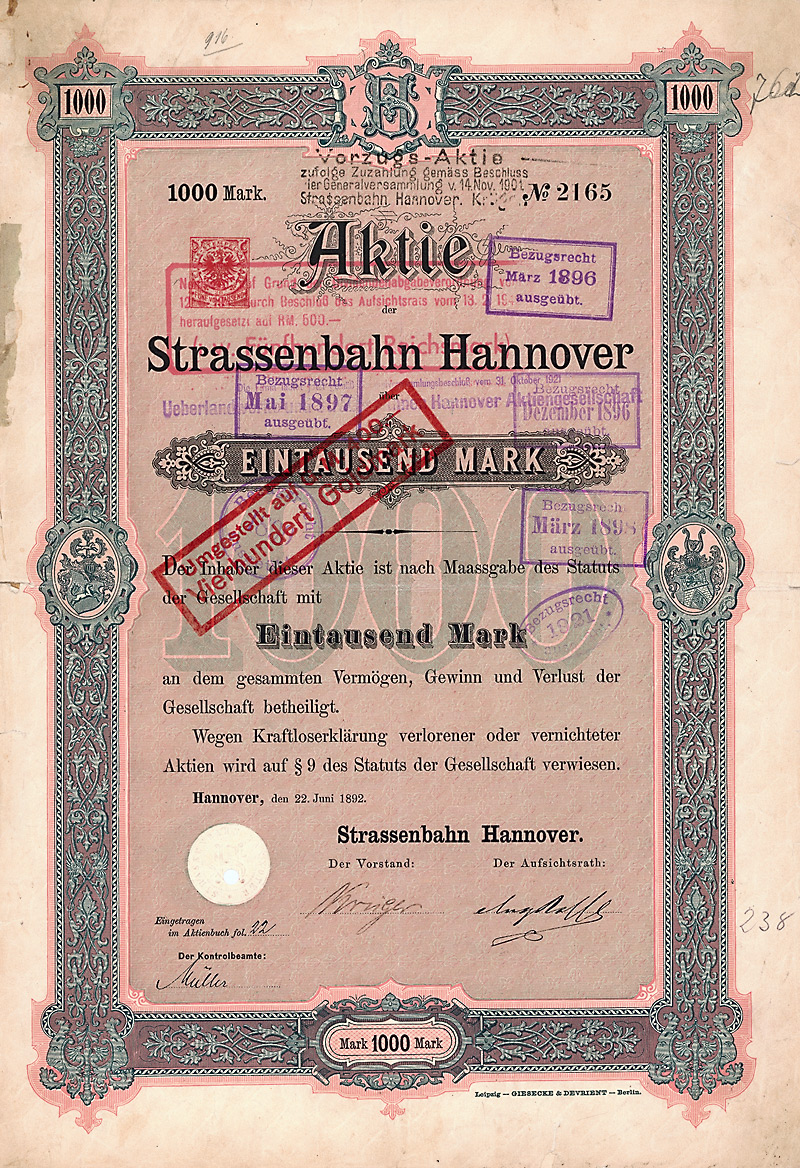
Aktie über 1000 Mark der Strassenbahn Hannover vom 22. Juni 1892

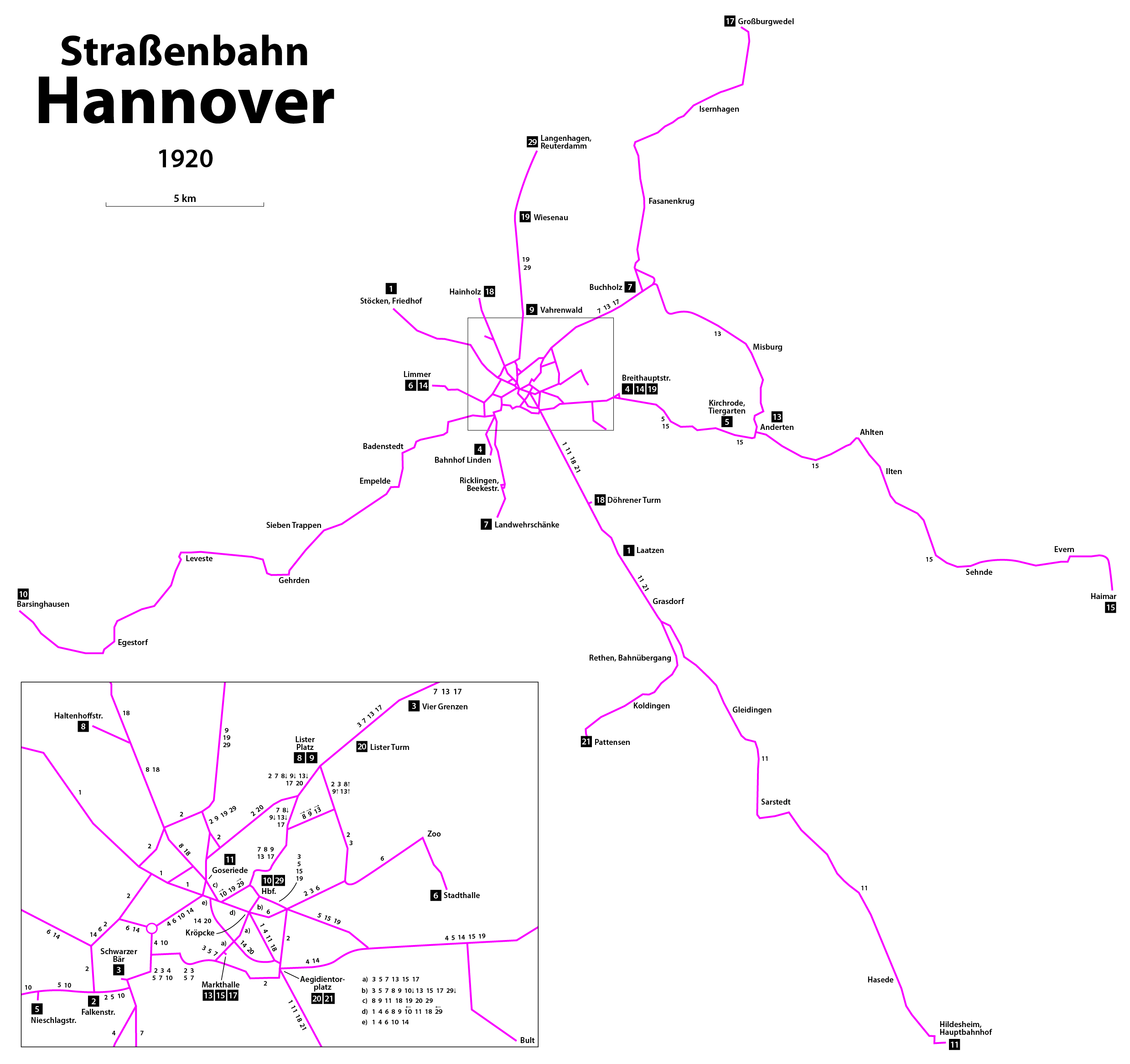
Liniennetz 1920

Straßenbahn mit Akkubetrieb auf der Georgstraße (1896 bis 1903)

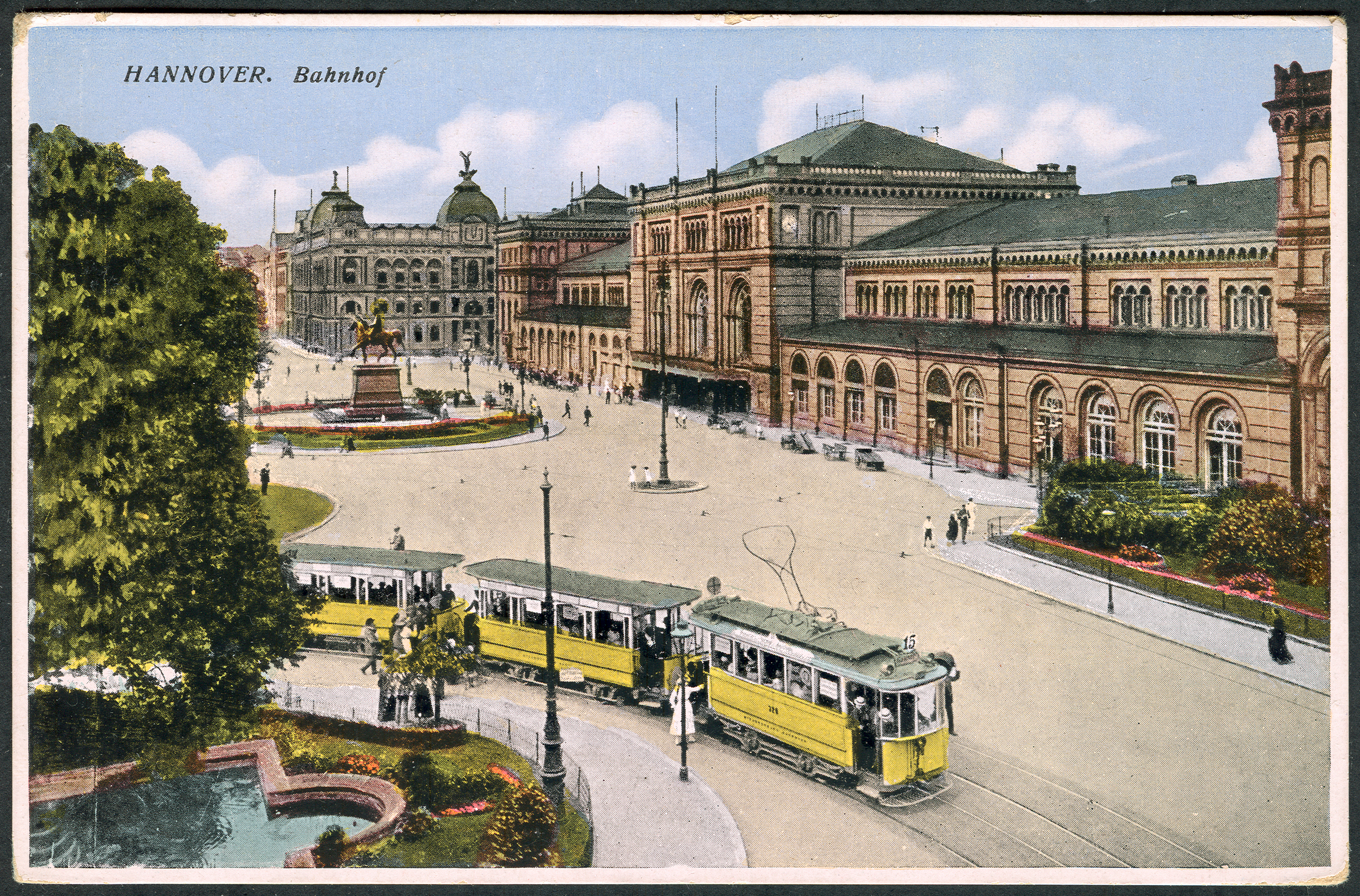
Um 1920: Dreiteiliger Zug der offenen „Elektrischen“ am Ernst-August-Platz;
Ansichtskarte Nr. 34002 von Bartels & Kasten

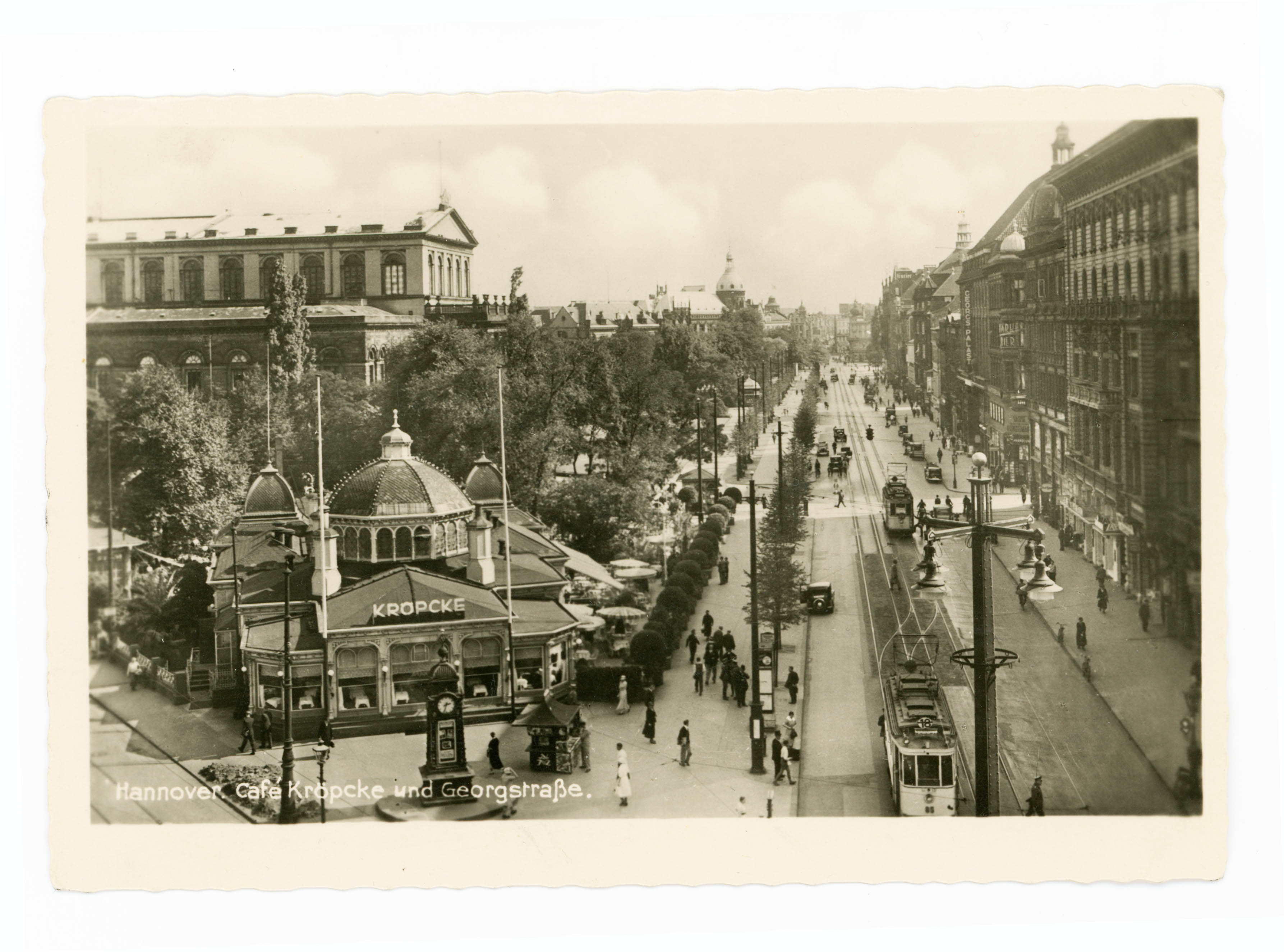
Straßenbahnen auf der Georgstraße in den 1930er Jahren

Ein neuer Vertrag zwischen der Stadt Hannover und der Tramways Company über das Recht zum weiteren Streckenausbau sah die Gründung einer eigenständigen Gesellschaft in Hannover vor. Die Gesellschaft wurde am 22. Juni 1892 als Straßenbahn Hannover AG gegründet und besteht noch heute als üstra Hannoversche Verkehrsbetriebe AG. Das Streckennetz der Continentalen Pferdeeisenbahn und der Tramways Company wurde übernommen und betrug nun 39,74 Kilometer. Die Hannoversche Vorort-Straßenbahn-Gesellschaft ging in der neuen Gesellschaft auf, am Döhrener Turm wurde eine Gleisverbindung hergestellt. Mit der Stadt Linden wurde 1893 ein ähnlicher Vertrag abgeschlossen. Dort war die Linie zum Deisterplatz 1892 zum Fischerhof verlängert worden, und im gleichen Jahr eine Linie vom Goetheplatz zum Limmerbrunnen im damals auch noch selbstständigen Limmer eröffnet worden.
Ab 1893 wurde das Straßenbahnnetz nach erfolgreichem Probebetrieb elektrifiziert. Die erste Strecke verlief vom Königsworther Platz nach Herrenhausen. Die Triebwagen wurden mit Lyra-Stromabnehmern ausgestattet. Da die Stadtverwaltung anfangs in der Innenstadt die Verwendung von Oberleitungen nicht erlaubte, wurden zur Stromversorgung auf diesen Strecken kleine Beiwagen mit Akkumulatoren mitgeführt:

„Der seit etwa fünf Monaten eingeführte Accumulatorenbetrieb hat sich bis jetzt bewährt, und die Befürchtungen, welche bezüglich der Haltbarkeit der Accumulatoren anfangs bestanden, haben sich bisher als unbegründet erwiesen. Die Unterhaltungskosten sind zwar noch nicht in vollem Umfange festgestellt, jedoch darf gehofft werden, dass der Accumulatorenbetrieb sich anderen Betriebsarten gegenüber als ebenbürtig und concurrenzfähig erweisen werde. Aus diesem Grunde haben wir unter Zustimmung des Aufsichtsrathes mit der Stadt Hannover einen Vertrag abgeschlossen, wo nach wir den Pferdebetrieb nach und nach eingehen lassen und an Stelle desselben den Accumulatorenbetrieb und beziehungsweise den elektrischen Oberleitungsbetrieb auf allen Linien einrichten. […] Weiter beabsichtigen wir, das gesammte Besitzthum der Continental-Pferdeeisenbahn-Actiengesellschaft, so weit es in Hannover und dessen Vororte gelegen ist, käuflich zu erwerben.“

1897 fuhr die letzte Pferdebahn. 1895 wurde eine Konzession auf Grundlage des preußischen Kleinbahngesetzes erteilt. Aufgrund des starken Ausbaus des Liniennetzes und des kostspieligen Akkubetriebes verschlechterte sich die wirtschaftliche Situation der Straßenbahn. 1902 schied der langjährige Direktor Theodor Krüger aus und ging zur Bad Eilsener Kleinbahn. Im Jahr darauf wurden auch in der Innenstadt Oberleitungen gebaut, so dass der aufwändige Akku-Betrieb eingestellt werden konnte.
Im Zuge der Elektrifizierung wurden die Straßenbahnen um die Jahrhundertwende mit den von M. Stellmann patentierten und in den Wagen installierten Uhren für die Fahrgäste ausgestattet.
Die Stromerzeugung betrieb die Straßenbahngesellschaft in eigenen Kraftwerken. Diese befanden sich auf den Betriebshöfen Glocksee, Vahrenwald, Buchholz, Kirchrode, Rethen und Sehnde. Aus diesen Kraftwerken wurden auch 280 Ortschaften um Hannover und bestimmte Industriegebiete in Hannover mit Strom versorgt. Der Betriebszweig Stromerzeugung und -verteilung erhielt immer größere Bedeutung, so dass 1921 die Gesellschaft einen neuen Namen erhielt: Überlandwerke und Straßenbahnen Hannover AG, abgekürzt ÜSTRA.
Der Ausbau des Straßenbahnnetzes war bereits im Jahr 1901 im Wesentlichen abgeschlossen. Ein dichtes Streckennetz erschloss nahezu das gesamte damalige Stadtgebiet von Hannover und Linden. Bis zum Zweiten Weltkrieg wurden nur noch wenige Erweiterungen vorgenommen, so 1909 nach Hainholz, 1928 verlängert bis zum Nordhafen sowie 1914 vom Zoo zur Stadthalle, 1930 verlängert zur Hans-Böckler-Allee.
1906 wurden Liniennummern an Stelle der bisherigen Symbole eingeführt.
Ein Straßenbahnerstreik legte den Verkehr vom 30. Juli bis 17. Oktober 1920 lahm.
Die Üstra gab 1923 die eigene Stromerzeugung auf und die Kraftwerke wurden zu Umspannstationen umgebaut. Die Stromumwandlung und -verteilung wurde an die 1929 gegründete Hannover-Braunschweigische Stromversorgungs AG (HASTRA) abgegeben, so dass fortan die Üstra, die ihren Namen behielt, nur noch den Personen- und Güterverkehr betrieb.
1928 hatte das Liniennetz eine Länge von 167,3 km erreicht, die Gleislänge betrug 317 km. Im selben Jahr wurden die ersten Stahlwagen eingesetzt, die von der Hannoverschen Waggonfabrik in Hannover-Linden hergestellt wurden. Der Güterwagenpark hatte mit 350 Trieb- und Güterwagen seinen Höchststand erreicht.
Bei den innerstädtischen Linien war die Linie 2 als Ringlinie eine Besonderheit. Sie hatte den Verlauf Schwarzer Bär – Calenberger Straße – Aegidientorplatz – Emmichplatz – Lister Platz – Herschelstraße – Gustav-Adolf-Straße – Christuskirche – Königsworther Platz – Glocksee – Küchengarten – Lindener Marktplatz – Schwarzer Bär.
Der Zweite Weltkrieg machte sich bei der Straßenbahn an verschiedenen Maßnahmen bemerkbar. Um Strom zu sparen, wurden Haltestellen aufgehoben, die Betriebszeit eingeschränkt und der Takt ausgedünnt. Durch die Verdunkelung mussten die Züge langsamer verkehren. Personalnot führte zum Einstellen von Frauen als Hilfsschaffnerinnen. Da dies nicht reichte, wurden schaffnerlose Beiwagen eingeführt, die nur von Zeitkarteninhabern benutzt werden durften. Um LKW-Fahrten zu sparen, gab es Gemüsezüge für Markthändler. Dafür wurde ein besonderes Gleis am Klagesmarkt errichtet. Aus dem Provisorium wurde später eine Endhaltestelle für mehrere Linien, an der bis 1996 die Straßenbahnlinie 16 endete. Für Hochzeitsgesellschaften konnte man besondere Straßenbahnfahrten bestellen. Die Luftangriffe auf Hannover führten besonders ab 1943 immer wieder zu Betriebsunterbrechungen. Nach dem Krieg waren von 482 Fahrzeugen (Straßenbahnen und Busse) nur noch 200 einsatzfähig. Als Notlösung wurden daher auch Gütertriebwagen und Güterwagen im Personenverkehr eingesetzt. Durch die Zerstörung der Altstadt wurden 1943 die Strecken in der Schmiedestraße, Celler Straße und in der Lavesstraße/Walter-Gieseking-Straße stillgelegt. Sie wurden auch später nicht wieder in Betrieb genommen.

### Überlandstrecken
Die Straßenbahn Hannover betrieb ein ausgedehntes Überlandstraßenbahnnetz. Hauptaufgabe dieser Außenstrecken war der Güterverkehr. Nebeneffekt war, dass die Orte an den Straßenbahnlinien durch die Üstra mit Strom versorgt wurden. Die Außenstrecken waren im Gegensatz zum innerstädtischen Netz überwiegend eingleisig, wobei in Abständen zweigleisige Ausweichen vorhanden waren. Nur die Strecke nach Hildesheim war von Beginn an zweigleisig.

#### Gehrden / Barsinghausen (Linie 10)

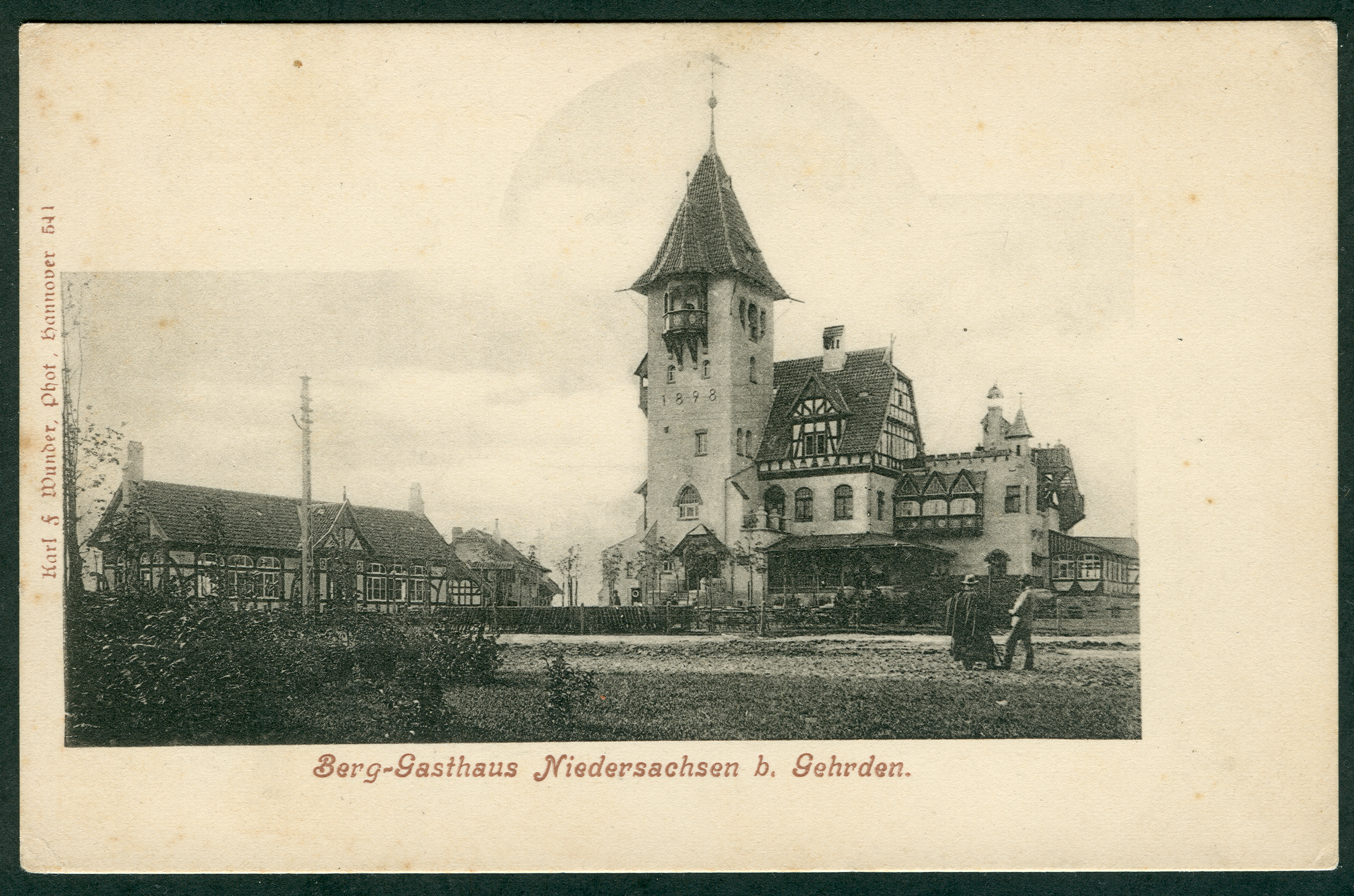
Berggasthaus Niedersachsen;
Ansichtskarte Nr. 541 von Karl F. Wunder; um 1898

Die Strecke verlief von Empelde über Benthe/Sieben Trappen, Gehrden, Leveste, Langreder, Egestorf nach Barsinghausen. Die Eröffnung der gesamten Linie bis Barsinghausen war am 1. Oktober 1899. Ab 1903 lautete die Liniennummer 10. Wichtige Transportgüter waren Zuckerrüben sowie Deister-Steinkohle. In Gehrden war von 1857 bis 1930 eine Zuckerfabrik auf dem Gelände der späteren Vorwerk-Teppichfabrik.
In Gehrden befand sich mit dem Bahnhof Gehrden ein Straßenbahnbetriebshof, woran noch heute die Bahnhofstraße erinnert. Als Bahnhofs-Restauration entstand auf der gegenüberliegenden Straßenseite das Bahnhofsrestaurant Gehrden. Vom Betriebshof führte eine Zweigstrecke auf den Gehrdener Berg zum Berggasthaus Niedersachsen, das 1899 durch die Straßenbahngesellschaft errichtet worden war. An Wochenenden bewältigte die Straßenbahn einen regen Ausflugsverkehr dorthin. 1917 wurde diese Strecke stillgelegt, da die Fahrleitung vom Deutschen Heer beschlagnahmt worden war. Nach Ende des Ersten Weltkriegs wurde sie nicht wieder in Betrieb genommen. Die Einstellung des Bahnbetriebes auf der Strecke Gehrden–Barsinghausen erfolgte am 27. Juli 1952, 1961 folgte der Abschnitt Empelde–Gehrden. Die Personenbeförderung wurde von der Buslinie O 10 übernommen.

#### Sarstedt / Hildesheim (Linie 11)

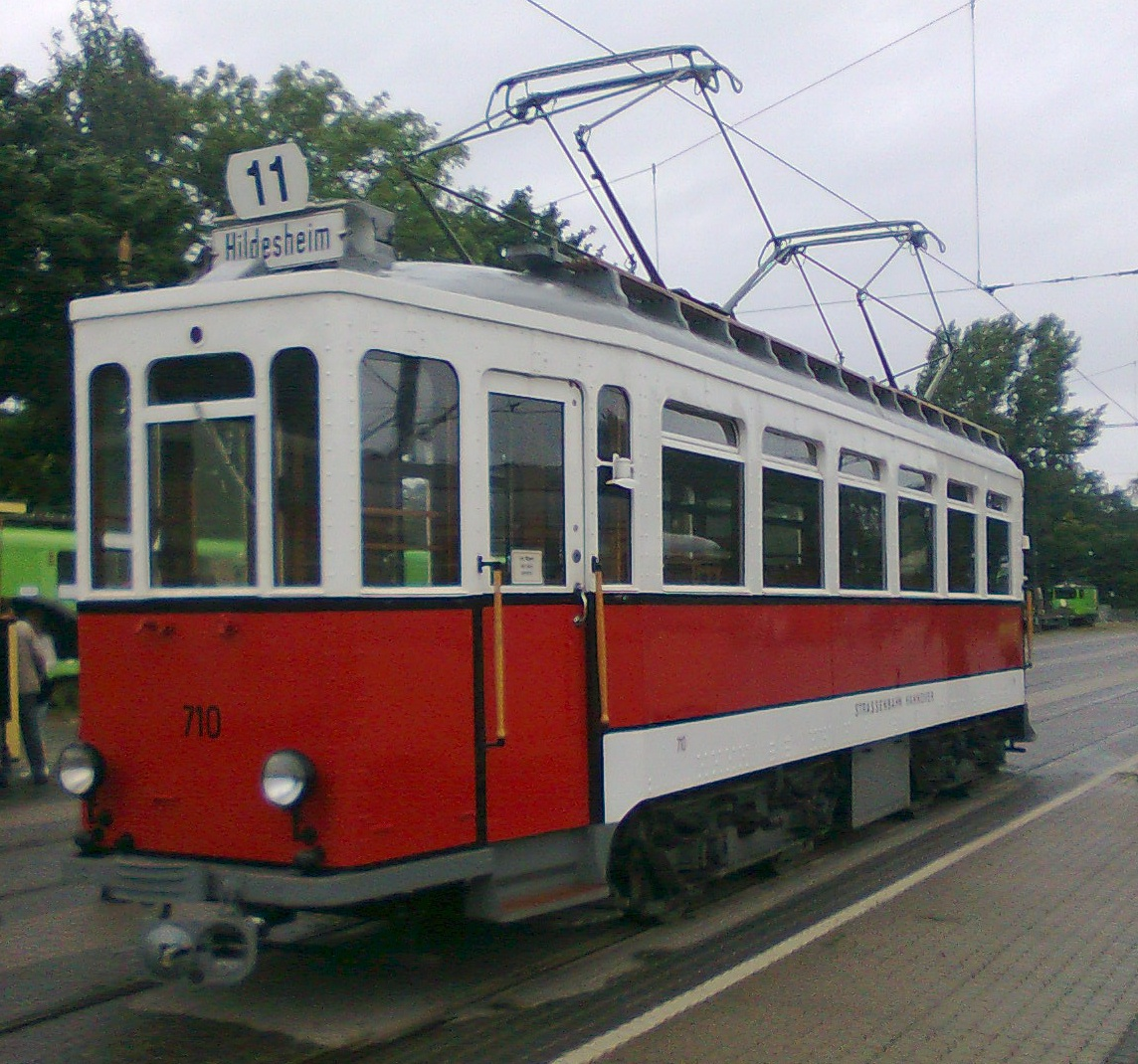
„Roter Hildesheimer“: Tw 710 von 1927

Die längste Überlandstrecke verlief von Döhren über Wülfel, Laatzen, Grasdorf, Rethen, Gleidingen, Heisede, Sarstedt, Hasede nach Hildesheim. Sie war 30,6 km lang und wurde 1890 als Pferdebahn bis Laatzen eröffnet. Sie erhielt 1897 Oberleitung, wurde 1898 bis Gleidingen und Hildesheim verlängert. Die Verlängerung war 1895 an einen Mühlenbetrieb konzessioniert worden und von der Straßenbahn Hannover ausgelöst worden, die dann den Bau übernahm. Die Linie erhielt 1906 die Nummer 11 und verkehrte bis zum Hauptbahnhof in Hildesheim. Dort bestand Anschluss an die Städtische Straßenbahn Hildesheim. Auf dieser Linie wurden bereits seit 1904 vierachsige Straßenbahnwagen eingesetzt, die sich durch ihre rote Lackierung von den übrigen Straßenbahnfahrzeugen unterschieden (daher die Bezeichnung „Die rote 11“). In den 1950er Jahren beschaffte die Üstra für diese Linie zwei neue Großraumzüge, die aus zwei Triebwagen und einem Mittelwagen bestanden. In ihnen gab es zeitweise sogar ein Speiseabteil. Betriebshöfe befanden sich in Rethen und Hildesheim. Der Abschnitt Sarstedt–Hildesheim wurde 1958 stillgelegt.
Nördlich von Rethen überquerte die Straßenbahn auf einer eigenen Brücke die Bahnstrecke Hannover–Göttingen. Die Durchfahrtshöhe der Brücke reichte für die Elektrifizierung der Bahnstrecke nicht aus, so wurde die Straßenbahn weiter nördlich auf der Hildesheimer Straße unter der Bahn durchgeführt und die Straßenbahnbrücke abgerissen. Die ursprüngliche Strecke durch Grasdorf wurde 1973 ergänzt durch eine Stichstrecke über Laatzen/Zentrum nach Laatzen/Süd (heutiger Endpunkt Laatzen). 1976 erfolgte die Durchbindung der Stichstrecke zur Strecke nach Sarstedt; seither wurde die Linie 11 (später die Linie 1) über Laatzen/Zentrum geführt.
Die Strecke nach Sarstedt ist als letzter Rest des Überlandstraßenbahnnetzes noch heute in Betrieb. Seither gab es immer wieder Überlegungen zu deren Stilllegung. Grund war zum einen die im Vergleich zum übrigen Netz geringere Auslastung. Zum anderen gab es Streitigkeiten über die Finanzierung der Instandhaltung, da Sarstedt nebst seinem Ortsteil Heisede nicht zum Großraumverband beziehungsweise später der Region Hannover gehören.

#### Misburg (Linie 13)
Eine weitere Strecke verband Anderten über Misburg mit Groß-Buchholz. Da die Gemeinden Misburg und Anderten damals noch nicht nach Hannover eingemeindet waren, war dies auch eine Außenstrecke. Am 12. Mai 1901 wurde sie eröffnet. Ab 1906 lautete die Liniennummer 13. Wichtiger war auf dieser Strecke der Güterverkehr. Hauptkunden waren mehrere Zementfabriken in Misburg. Auch der Erzverkehr von Isernhagen nach Sehnde lief über diese Strecke. Ab 1917 gab es einen Anschluss an den neuerbauten Misburger Hafen am Mittellandkanal. Da dies der einzige Hafen mit Straßenbahnanschluss war, bemühte sich die Straßenbahn den Hafenumschlag der an ihren Strecken gelegenen Kunden hier abzuwickeln. Es wurden Kohle und Schlacke für die Zementfabriken verladen, Zucker aus den Zuckerfabriken Sehnde und Rethen, sowie Mehl aus Hasede und Sarstedt. 1929 mussten die Gleise im Bereich Anderten für den Bau der Schleuse verlegt werden und führten nicht mehr durch das Dorf. Die Strecke wurde am 1. Januar 1951 von Misburg bis Anderten und am 1. November 1955 auf dem restlichen Abschnitt stillgelegt.

#### Sehnde / Haimar (Linie 15)
Die Strecke verlief von Kirchrode über Anderten, Höver und Sehnde nach Haimar weitgehend auf Sommerwegen. Sie war die erste Überlandlinie. 1897 wurde die bestehende Pferdebahn-Strecke vom Pferdeturm in Kleefeld über das damals noch selbstständige Kirchrode bis nach Sehnde und im folgenden Jahr über Rethmar, Evern und Dolgen bis nach Haimar verlängert. In Kirchrode und 1898 auch in Sehnde wurden Dampfkraftwerke errichtet, aus denen die Strecke gespeist mit Oberleitung betrieben wurde, die Stichstrecken nach Bilm und Ilten aber nur aus Akkumulatoren. 1903 erhielt die Linie die Nummer 15. In Sehnde befand sich ein Betriebshof und ein Anschluss an die Eisenbahn. Zweigstrecken führten nach Bilm und Ahlten, beide 1953 stillgelegt, sie dienten fast ausschließlich dem Güterverkehr (Ausnahmen waren sonntägliche Kirchfahrten von Bilm und Ahlten nach Ilten). Wichtige Transportgüter auf dieser Strecke waren Zement (Zementfabrik in Höver), Ziegel aus der Sehnder Ziegelei sowie landwirtschaftliche Produkte wie Zuckerrüben zur Zuckerfabrik Sehnde und Milch zur Centralmolkerei in Hannover. Das zum Streckenbau benötigte Land war unter der Bedingung zur Verfügung gestellt worden, dass die Bahn den Viehtransport zum eigens hierfür geschaffenen Gleisanschluss des Schlachthofs in Hannover übernahm. Der Viehtransport erbrachte zwar nur geringe Erträge, wurde aber bis 1910 aufrechterhalten. Das Teilstück Sehnde–Haimar wurde bereits am 23. Januar 1935 stillgelegt, am 3. April 1960 folgte der Abschnitt Kirchrode/Stadtgrenze (heute Ostfeldstraße)–Sehnde.

#### Großburgwedel (Linie 17)
Die 1901 fertiggestellte Strecke verlief von Klein-Buchholz über Bothfeld, Isernhagen Niedernhägener Bauerschaft, Kircher Bauerschaft und Farster Bauerschaft nach Großburgwedel. Die Linie erhielt 1903 die Nummer 17. Transportgüter waren das in Isernhagen abgebaute Raseneisenerz, Ziegel, Zuckerrüben und Milch. Die Üstra hatte an dieser Strecke eine eigene Kiesgrube. Die Strecke wurde 1956 ab Fasanenkrug an der damaligen Stadtgrenze von Hannover stillgelegt.

#### Pattensen (Linie 21)
Die Strecke zweigte kurz vor Rethen von der Straßenbahn nach Hildesheim ab und führte über Koldingen nach Pattensen. Die Streckenführung ist in Koldingen in den Blättern der Preußischen Landesaufnahme zu erkennen.
Der Betrieb wurde am 22. Februar 1899 aufgenommen. Ab 1906 lautete die Liniennummer 21. Im Gegensatz zu den anderen Überlandlinien, die alle bis in die Innenstadt von Hannover führten, endete die Linie 21 häufig bereits in Rethen, wo die Fahrgäste in die Bahnen der Linie 11 umsteigen mussten. Die Einnahmen aus dem Güterverkehr überstiegen zu Beginn des 20. Jahrhunderts die Einnahmen aus dem Personenverkehr dank der Transporte der Zuckerrüben von Pattensen nach Rethen in die Zuckerfabrik. Weitere Produkte waren landwirtschaftliche Erzeugnisse wie Milch und Getreide, aber auch Kohlen sowie Kies aus den Kiesteichen bei Koldingen. Auf Grund des starken Güterverkehrs war die Strecke von Rethen nach Pattensen für normale Eisenbahnwagen ausgebaut. Die Straßenbahnwagen für diese Strecke hatten deswegen breitere Radreifen als normal. Im Bahnhof Rethen war ein Übergang zur Eisenbahn möglich. Die Strecke wurde am 16. August 1959 stillgelegt, der Güterverkehr schon 1953 eingestellt.

#### Langenhagen (Linie 19 / 29)
Die Strecke nach Vahrenwald wurde am 4. November 1900 durch die Gemeinden Brink und Langenforth bis nach Langenhagen verlängert, der Endpunkt befand sich am Reuterdamm. Hier verkehrte die Linie 19 (ab 1906), ab 1911 die Linie 29. Der Verkehr auf dieser Strecke war nicht so umfangreich, so dass eine Mitte der 1930er Jahre notwendige Gleiserneuerung als nicht rentabel erschien. Daher wurde die Strecke in der Gemeinde Brink ab der Autobahn am 6. Juni 1937 stillgelegt und durch die einzige Obuslinie der Üstra ersetzt. Große Teile der Oberleitung konnten für den Obusbetrieb weiter verwendet werden. Am Berliner Platz musste nun von der Straßenbahn auf den Obus umgestiegen werden. Jede dritte Bahn fuhr als Linie 19 und hatte Anschluss an die Obuslinie O 19.

### Güterstraßenbahn

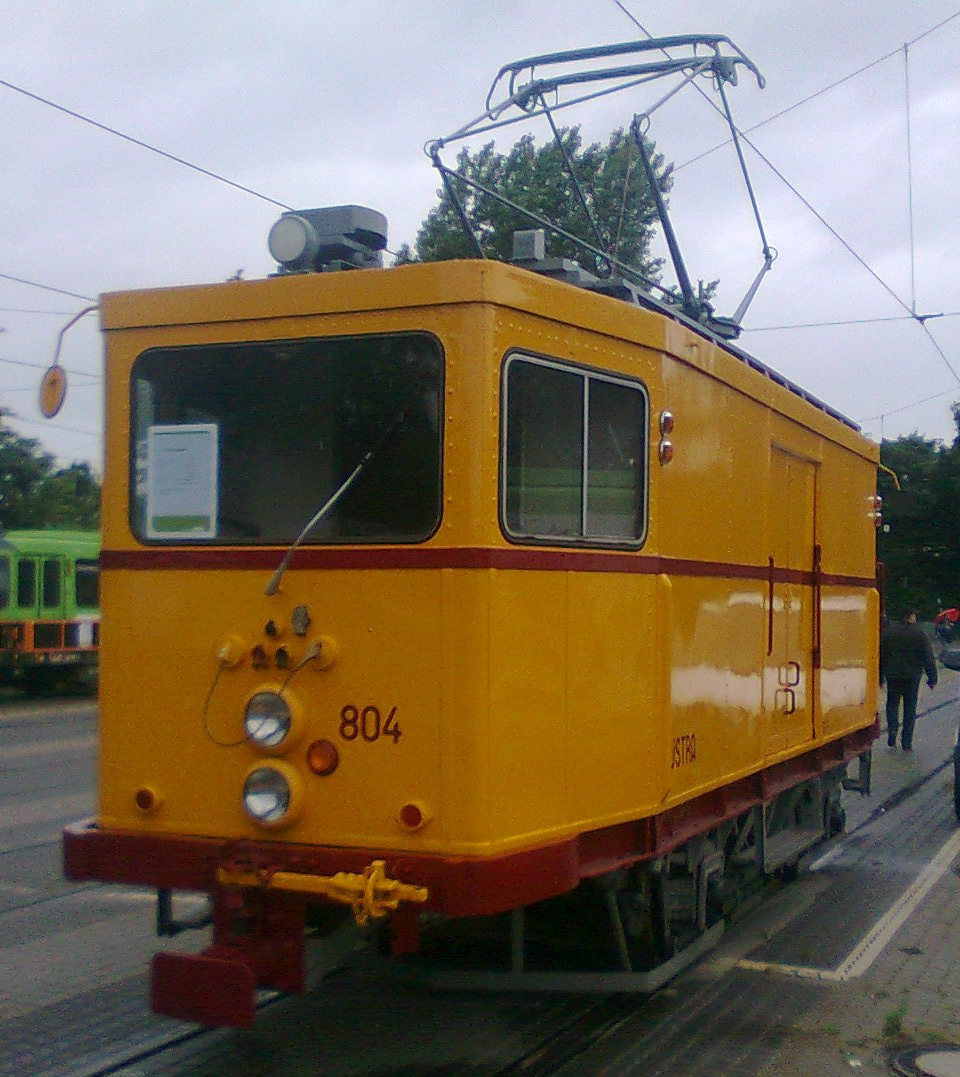
Der Arbeitstriebwagen 804 ist ein ehemaliger Stückguttriebwagen von 1928

Die Üstra betrieb auf ihren Strecken seit dem 1. Oktober 1899 einen umfangreichen Güterverkehr und entwickelte sich im Lauf der Zeit zum größten Straßenbahn-Gütertransporteur Deutschlands. So wurde auf der Strecke nach Barsinghausen Kohle aus dem Deister transportiert, auf den Strecken nach Rethen und Sehnde waren Zuckerrüben – soweit bekannt, war sie die einzige Straßenbahn, die Zuckerrüben zu einer Zuckerfabrik transportierte. – und auf den Strecken nach Sehnde und Misburg war Zement zu befördern. In der Stadt waren u. a. Bier, Milch und Gemüse das Transportgut. Im Ersten Weltkrieg und danach beförderte die Straßenbahn in großem Umfang auch Post. Ein Gütertriebwagen durfte in der Stadt drei Anhänger mitführen, außerhalb der Stadt sechs. In der Braunstraße in der Nähe der Glocksee befand sich der Güterbahnhof der Straßenbahn. Neben diesem Hauptgüterbahnhof gab es weitere Güterbahnhöfe am Soltekamp, am Schlachthof, in Langenhagen, Gehrden, Barsinghausen, Hildesheim, Großburgwedel, Sehnde und Misburg sowie diverse Anschlussgleise und Ladestellen. Auch die Betriebshöfe dienten in der Regel als Güterbahnhöfe.
Der Güterverkehr war vor dem Ersten Weltkrieg am größten, 1912 wurden 412.000 Tonnen befördert, 1913 390.000 Tonnen. 1920 und 1930 lag er bei 220.000 Tonnen, 1944 waren es durch die Benzin-Rationierung bedingt 313.000 Tonnen. Danach schwankte er zwischen 120.000 und 180.000 Tonnen, im letzten ganzen Betriebsjahr 1952 waren es noch 94.000 Tonnen. 1953 wurde der Güterverkehr durch die Straßenbahn eingestellt.

### Betriebsanlagen

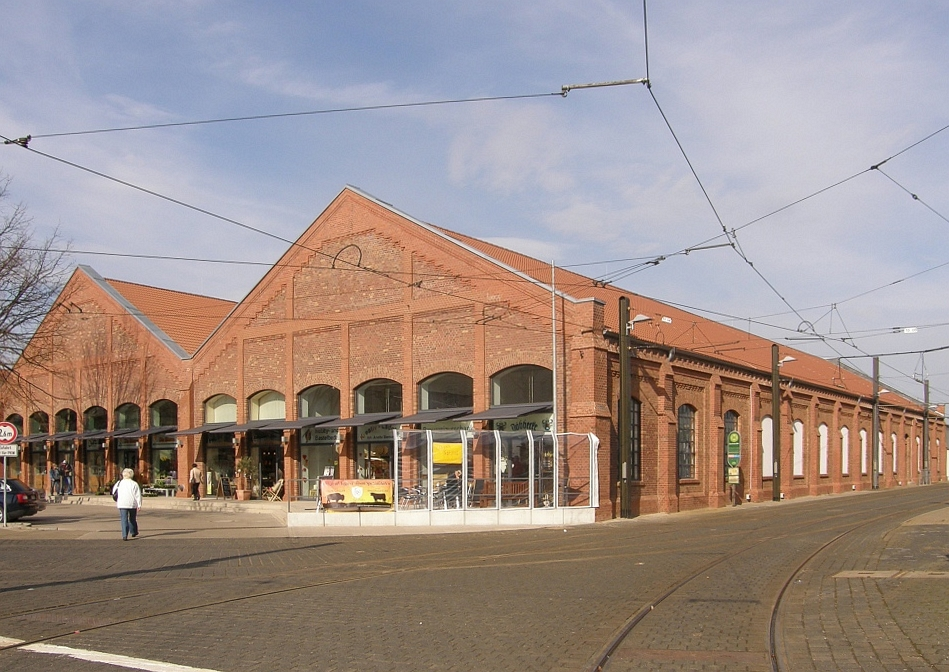
Heute ein Einkaufszentrum: Die alte Fahrzeughalle in Buchholz

Die Straßenbahnen waren in mehreren über das ganze Streckennetz verteilten Betriebshöfen stationiert. Das erste „Depot“ befand sich am Döhrener Turm (Waldhausen), 1888 wurde in Vahrenwald ein weiteres Depot eröffnet. Der älteste heute noch bestehende Betriebshof Glocksee befindet sich auf einer Halbinsel am Zusammenfluss von Leine und Ihme, er wurde 1893 im Zuge der Elektrifizierung neu eröffnet, dort befand sich auch das erste Dampfkraftwerk. Auf dem Gelände ist bis heute die Hauptwerkstatt der Üstra ansässig, die alten Gebäude wurden aber weitgehend durch Neubauten ersetzt. Die Depots mit Kraftwerk wurden als „Centrale“ bezeichnet. Die 1897 eröffnete Centrale Buchholz wird seit 2005 im von der Sutelstraße abgewandten Bereich nur noch als Abstellanlage genutzt, während die ehemalige Wagenhalle verkauft und zum Einkaufszentrum umgebaut wurde. Der Betriebshof Döhren wurde durch einen neuen Stadtbahnbetriebshof in direkter Nachbarschaft ersetzt, alle anderen Straßenbahnbetriebshöfe wurden im Lauf der Zeit stillgelegt.
Im Zuge der Stilllegung der jeweiligen Außenstrecken wurden die Betriebshöfe Gehrden (1953), Hildesheim (1958) und Sehnde (1960) für die Straßenbahn stillgelegt und danach noch bis in die 1970er-Jahre als Busbetriebshöfe verwendet.
Der Betriebshof Rethen wurde 1959 nach der Einstellung der Linien nach Hildesheim und Pattensen ebenfalls aufgegeben. Die dortige Bahnmeisterei blieb dagegen noch einige Zeit erhalten. Hier bestand noch eine Gleisverbindung zur Deutschen Bundesbahn, über die weiterhin Übergaben von Güterwagen zu hier ansässigen Betrieben von der Üstra abgefertigt wurden. Ebenso wurden von der Üstra über diese Verbindung Straßenbahnen von und zu den Herstellerwerken transportiert. Nach Entfernung der Oberleitung in diesem Bereich (1968) wurden diese Übergaben noch eine Zeit lang mit einer kleinen Diesellok und Zweiwegefahrzeugen abgewickelt, bis 1971 die Gleise endgültig vom Netz abgetrennt wurden.
Die Betriebshöfe Waldhausen (am Döhrener Turm, stillgelegt 1951), List (Podbielskistraße/Holbeinstraße, keine Wagenhalle, stillgelegt 1970) und Kirchrode (zwischen Tiergartenstraße und Kühnsstraße, westlich der heutigen Haltestelle Saarbrückener Straße, zwei Wagenhallen, stillgelegt 1978) waren zu klein; der alte Betriebshof Döhren (Hildesheimer Straße/Peiner Straße, eine große Wagenhalle) genügte den Anforderungen an Stadtbahnfahrzeuge nicht mehr und wurde 1982 abgerissen und 1983 in der Nähe an der Thurnitistraße durch einen Neubau für den Stadtbahnbetrieb ersetzt. Der Betriebshof Vahrenwald war für die breiteren Stadtbahnwagen der zweiten Generation nicht geeignet und wird seit 2002 nur noch als Busbetriebshof genutzt.
Des Weiteren gab es Wendeschleifen für Verstärkungslinien an den Haltestellen Ricklingen/Beekestraße, Stöcken/Friedhof (1978 ersetzt durch Stöcken/Hemelingstraße), Engesohde (Elkartallee) und Soltekamp (Badenstedter Str./Carlo-Schmid-Allee, ehemaliger Güterbahnhof). All diese Schleifen sind nicht mehr vorhanden. Die 1972 eingerichtete Schleife in Rethen (Nord) existiert noch, hier endet heute die Stadtbahnlinie 2. Sie soll in den nächsten Jahren durch eine Kehranlage im Bereich Galgenbergweg ersetzt werden. Die Schleife Laatzen in Höhe der Birkenstraße, bis 1973 Endschleife der Linie 1, blieb noch einige Jahre als Laatzen/Nord erhalten. Für den Veranstaltungsverkehr gab es eine Schleife an der Stadthalle, die sowohl aus Richtung Clausewitzstraße als auch aus Richtung Zoo angefahren werden konnte. Diese Schleife besteht auch noch, allerdings wurde 2020 die Wendemöglichkeit aus Richtung Zoo zurückgebaut.
Da die Straßenbahnen bis zur Anschaffung der vierachsigen Düwag-Großraumwagen überwiegend Zwei-Richtungs-Fahrzeuge waren, waren die Endstellen häufig als Kuppelendstellen ausgeführt, d. h. der Triebwagen musste von den Beiwagen abgekuppelt und umgesetzt werden. In den 1950er Jahren wurden nach und nach alle verbleibenden Endstellen mit Wendeschleifen ausgestattet, so dass nunmehr die neuen Ein-Richtungs-Fahrzeuge eingesetzt werden konnten.

### Liniennetz 1906
Bis 1906 wurden die bisherigen Farbsymbole durch Nummern als Linienbezeichnung ersetzt. Einige Linien hatten von Anfang an Nummern. Es verkehrten 21 Linien:
| Linie | Strecke |
| ----- | --- |
| 1     | Döhren (Wollwäscherei) – Aegi – Kröpcke – Königsworther Platz – Stöcken (Friedhof) |
| 2     | Rundbahn: Schwarzer Bär/Falkenstraße – Waterlooplatz – Aegi – Neues Haus – Lister Platz – Celler Straße – Nicolaistraße – Weidendamm – Königsworther Platz – Glocksee – Küchengarten – Schwarzer Bär/Falkenstraße |
| 3     | Ricklingen (Landwehrschänke) – Schwarzer Bär – Waterlooplatz – Kröpcke – Hauptbahnhof – Thielenplatz – Neues Haus – Lister Platz                                                                                  |
| 4     | Fischerhof – Schwarzer Bär – Goetheplatz – Kröpcke – Aegi – Pferdeturm |
| 5     | Linden (Nieschlagstraße) – Schwarzer Bär – Waterlooplatz – Kröpcke – Hauptbahnhof – Walter-Gieseking-Straße – Kleefeld – Kirchrode (Tiergarten)                                                                   |
| 6     | Zoo – Neues Haus – Thielenplatz – Kröpcke – Goetheplatz – Glocksee – Limmer |
| 7     | Linden (Nieschlagstraße) – Schwarzer Bär – Waterlooplatz – Kröpcke – Hauptbahnhof – Celler Straße – Lister Platz – Buchholz                                                                                       |
| 8     | > Haltenhoffstraße – Klagesmarkt – Steintor – Kröpcke – Hauptbahnhof → Friesenstraße → Lister Platz < Lister Platz → Celler Straße → Hauptbahnhof – Kröpcke – Steintor – Klagesmarkt – Haltenhoffstraße           |
| 9     | Vahrenwald – Nikolaistraße – Steintor – Kröpcke – Hauptbahnhof – Lister Platz – Lister Turm |
| 10    | Hauptbahnhof – Schillerstraße – Steintor – Goetheplatz – Schwarzer Bär – Badenstedt – Empelde – Gehrden – Leveste – Egestorf – Barsinghausen                                                                      |
| 10    | Zweigstrecke: Gehrden (Betriebshof) – Gehrdener Berg (Berggasthaus Niedersachsen) |
| 11    | Goseriede/Nikolaistraße – Kröpcke – Aegi – Döhren – Laatzen – Rethen – Sarstedt – Hildesheim |
| 12    | Fischerhof – Schwarzer Bär – Küchengarten – Limmer |
| 13    | Karmarschstraße (Leinstraße) – Kröpcke – Hauptbahnhof – Friesenstraße – Lister Platz – Buchholz – Misburg – Anderten – Kirchrode (Tiergarten)                                                                     |
| 14    | Limmer – Küchengarten – Goetheplatz – Steintor – Schmiedestraße – Aegi – Pferdeturm |
| 15    | Linden (Nieschlagstraße) – Schwarzer Bär – Waterlooplatz – Kröpcke – Hauptbahnhof – Walter-Gieseking-Straße – Kleefeld – Kirchrode – Anderten – Sehnde – Haimar                                                   |
| 16    | Aegi – Thielenplatz – Neues Haus – Zoo |
| 17    | Karmarschstraße (Leinstraße) – Kröpcke – Hauptbahnhof – Celler Straße – Lister Platz – Buchholz – Fasanenkrug – Großburgwedel                                                                                     |
| 18    | Haltenhoffstraße – Klagesmarkt – Steintor – Kröpcke – Aegi |
| 19    | Langenhagen (Reuterdamm) – Vahrenwald – Klagesmarkt – Nordmannstraße – Kröpcke – Hauptbahnhof – Walter-Gieseking-Straße – Pferdeturm                                                                              |
| 20    | Podbielskistraße (Burckhardtstraße) – Lister Platz – Celler Straße – Nicolaistraße – Steintor – Schmiedestraße – Aegi – Hildesheimer Straße (Böhmerstraße)                                                        |
| 21    | Rethen – Koldingen – Pattensen |

1917 wurden kriegsbedingt drei Stichstrecken aufgegeben und später nicht wieder in Betrieb genommen:
- Döhren (Pulverweg) – Abelmannstraße – Döhren (Dorf)
- Ricklingen/Beekestraße – Steckerstraße – Ricklingen/Borchers
- Gehrden/Betriebshof – Gehrdener Berg

### Liniennetz 1930
| Linie | Strecke |
| ----- | --- |
| 1     | Laatzen – Döhren – Aegi – Kröpcke – Steintor – Goetheplatz – Küchengarten – Limmer |
| 2     | Rundbahn: Schwarzer Bär/Falkenstraße – Waterlooplatz – Aegi – Neues Haus – Lister Platz – Celler Straße – Nicolaistraße – Weidendamm – Königsworther Platz – Glocksee – Küchengarten – Schwarzer Bär/Falkenstraße                                 |
| 3     | Linden (Nieschlagstraße) – Schwarzer Bär – Goetheplatz – Kröpcke – Thielenplatz – Neues Haus – Lister Platz – List (Betriebshof) |
| 5     | Fischerhof – Schwarzer Bär – Waterlooplatz – Kröpcke – Hauptbahnhof – Walter-Gieseking-Straße – Kleefeld – Kirchrode (Tiergarten) |
| 6     | Kleefeld (Scheidestr.) – Zoo – Neues Haus – Thielenplatz – Kröpcke – Steintor – Königsworther Platz – Stöcken (Friedhof) |
| 7     | Landwehrschänke – Ricklingen – Schwarzer Bär – Waterlooplatz – Kröpcke – Hauptbahnhof – Celler Straße – Lister Platz – Buchholz |
| 8     | > Haltenhoffstraße – Klagesmarkt – Steintor – Kröpcke – Hauptbahnhof → Friesenstraße → Lister Platz – List (Betriebshof) < List (Betriebshof) – Lister Platz → Celler Straße → Hauptbahnhof – Kröpcke – Steintor – Klagesmarkt – Haltenhoffstraße |
| 9     | Vahrenwald – Nikolaistraße – Steintor → Hauptbahnhof → Kröpcke – Steintor – Nikolaistraße – Vahrenwald |
| 10    | Hauptbahnhof (→ Kröpcke) – Steintor – Goetheplatz – Schwarzer Bär – Badenstedt – Empelde – Gehrden – Leveste – Egestorf – Barsinghausen |
| 10 B  | Hauptbahnhof (→ Kröpcke) – Steintor – Goetheplatz – Schwarzer Bär – Badenstedt (Denkmal) |
| 11    | Goseriede/Nikolaistraße – Kröpcke – Aegi – Döhren – Laatzen – Rethen – Sarstedt – Hildesheim |
| 13    | Karmarschstraße (Leinstraße) – Kröpcke – Hauptbahnhof – Celler Straße – Lister Platz – Buchholz – Misburg – Anderten (Schleuse) |
| 14    | Limmer – Küchengarten – Goetheplatz – Steintor – Schmiedestraße – Aegi – Kleefeld (Nackenberg) |
| 15    | Karmarschstraße (Friedrichswall) – Kröpcke – Hauptbahnhof – Walter-Gieseking-Straße – Kleefeld – Kirchrode – Anderten – Sehnde – Haimar |
| 17    | Karmarschstraße (Friedrichswall) – Kröpcke – Hauptbahnhof – Celler Straße – Lister Platz – Buchholz – Fasanenkrug – Großburgwedel |
| 18    | Schulenburger Landstraße (Chamissostraße) – Klagesmarkt – Steintor – Kröpcke – Aegidientorplatz – Döhren (Peiner Straße) |
| 19    | Langenhagen (Autobahn) – Vahrenwald – Klagesmarkt – Nordmannstraße – Kröpcke – Aegidientorplatz – Döhrener Turm |
| 21    | Steintor – Kröpcke – Aegidientorplatz – Döhren – Laatzen – Rethen – Koldingen – Pattensen |
| 29    | Langenhagen (Autobahn) – Vahrenwald – Klagesmarkt – Steintor → Hauptbahnhof → Kröpcke – Steintor – Nikolaistraße – Klagesmarkt – Vahrenwald – Langenhagen (Autobahn)                                                                              |

In der Zwischenkriegszeit wurden außerdem erstmals nicht im Fahrplan veröffentlichte Verstärkungszüge zur Hauptverkehrszeit, die auf Teilstrecken der Hauptlinien verkehrten, mit einer rot durchgestrichenen Liniennummer gekennzeichnet. Darüber hinaus verkehrten auch reguläre gestrichene Linien, eine der ersten war dabei die gestrichene Linie 6, die ab 1. Oktober 1930 zwischen Stöcken und dem Aegidientorplatz (Schleife Bleichenstraße) fuhr. Diese Linien wurden lokal halbe Linien genannt, so war beispielsweise die 14 die halbe 14.

### Fahrzeuge

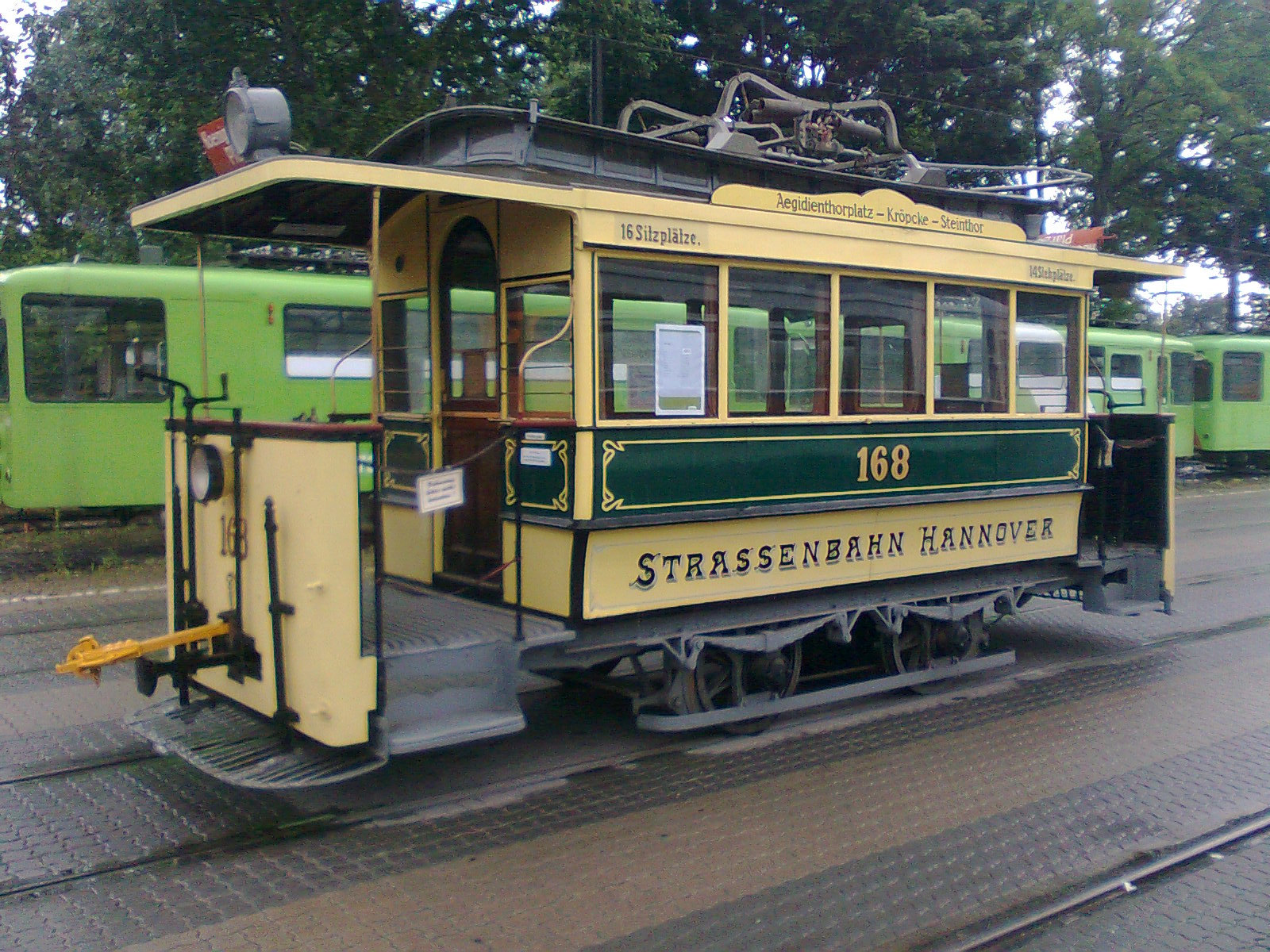
Triebwagen 168 von 1893

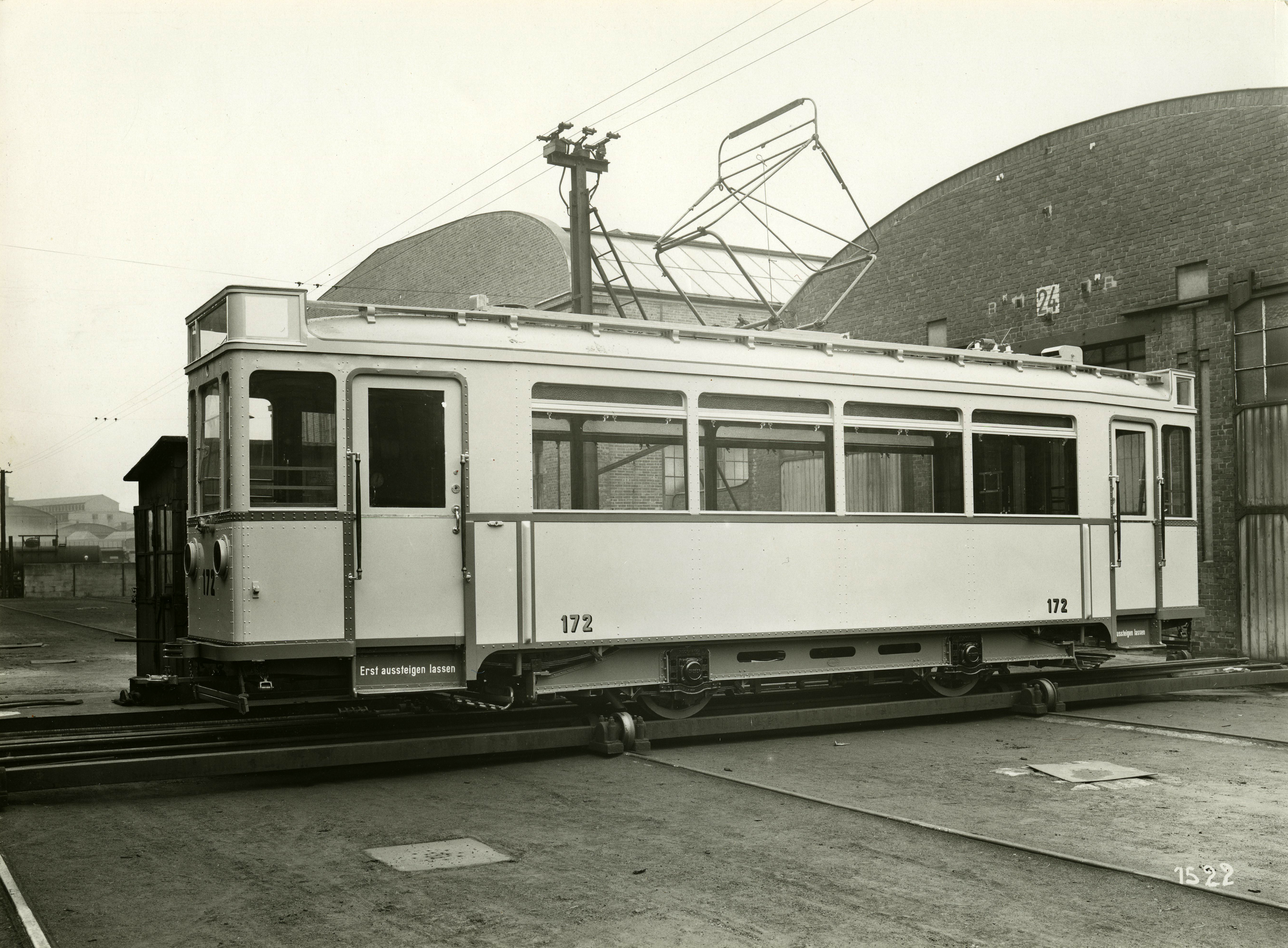
Stahlwagen Tw 172 auf dem Hawa-Werksgelände in Hannover-Linden (1928)

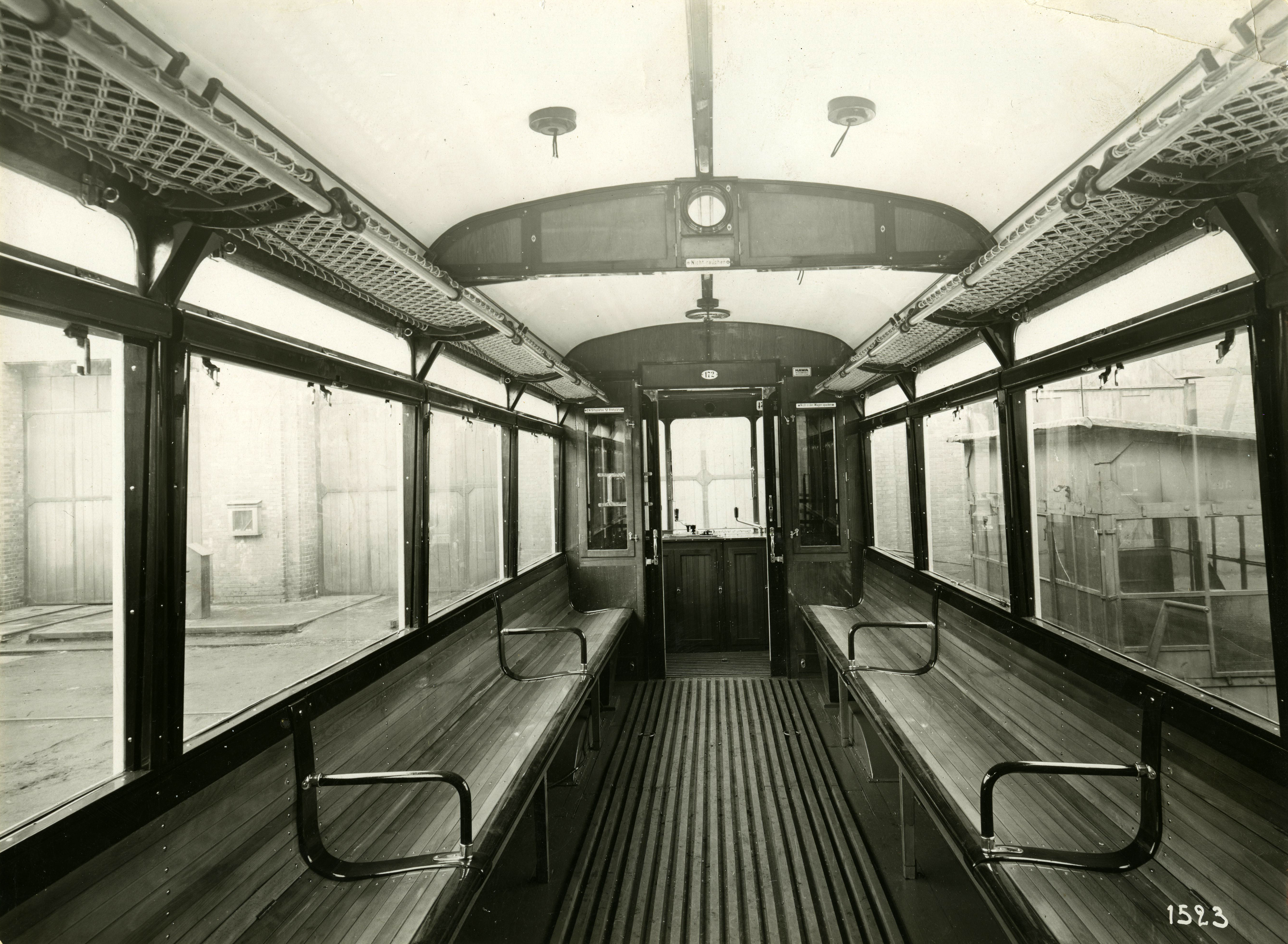
Tw 172 Inneneinrichtung

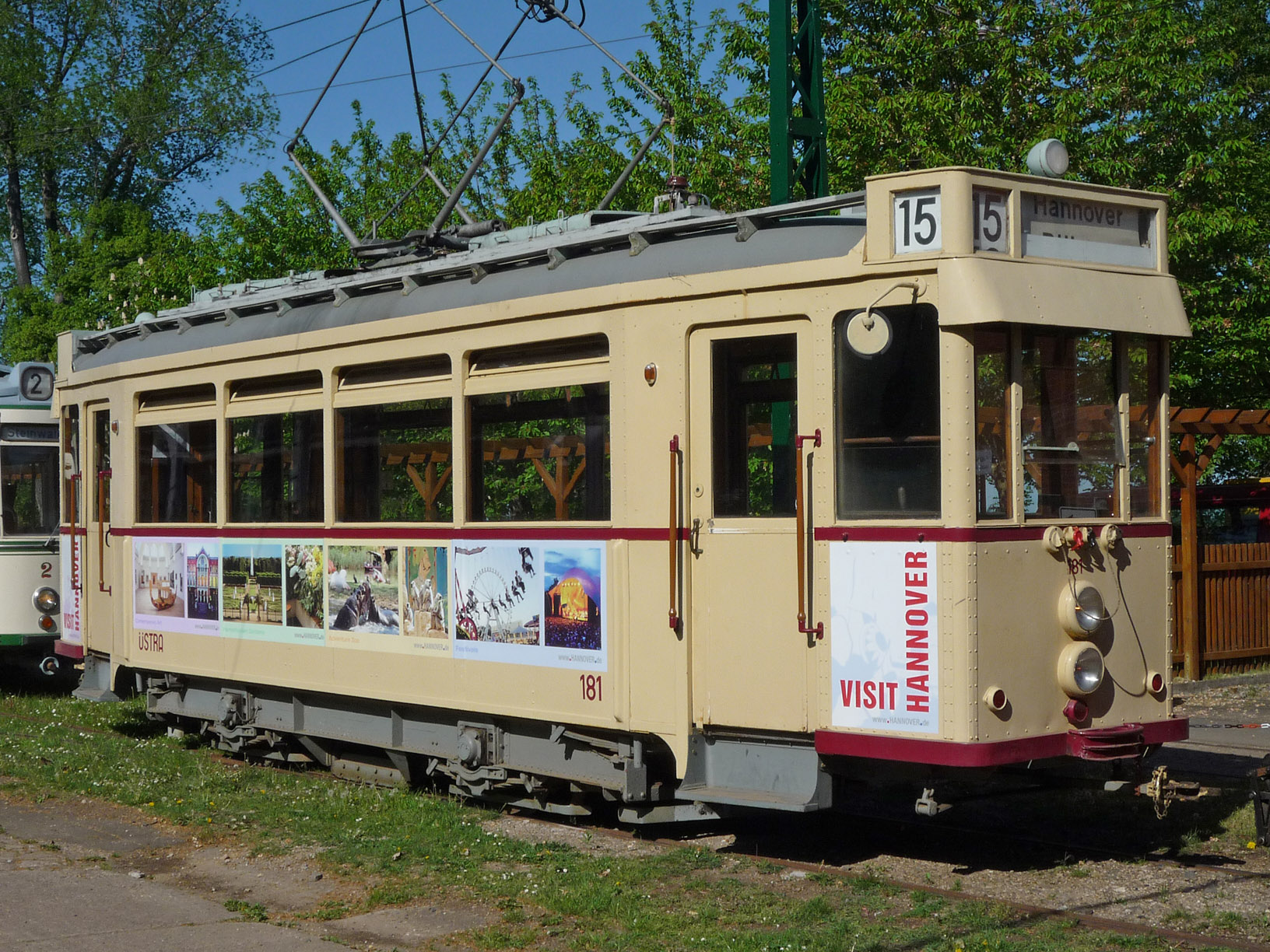
HAWA-Triebwagen von 1928

Die Üstra führte in der Bestandsliste vom 31. Dezember 1899 noch 101 Pferde auf. Neben 30 Zugtieren für Omnibusse wurden 1899 für den Güterverkehr 13 Pferde im Ersatz beschafft.
Für den Güterverkehr wurde in der Anfangszeit Zweiwegewagen eingesetzt, Ackerwagen ähnliche Wagen mit großen Speichenrädern, die auf Schienenfahrgestelle gesetzt wurden. Ab 1910 besaß die Üstra insgesamt 27 sogenannte Bockmaschinen – in Eigenbau hergestellte E-Loks, die bis in die 1960er Jahre in Betrieb blieben. 1928 wurden sieben Stückguttriebwagen mit acht Tonnen Tragfähigkeit beschafft. Sie trugen die Nummern 801–807.
Die ersten elektrischen Triebwagen der Straßenbahn ähnelten den Pferdebahnwagen. Sie waren zweiachsig und hatten offene Einstiegsplattformen. Insgesamt 212 Triebwagen wurden über mehrere Jahre bei Van der Zypen & Charlier gebaut. Anfangs kamen auch Doppelstockwagen mit offenem Oberdeck zum Einsatz. Ein Wagen aus der Anfangszeit ist der Triebwagen 168 aus dem Jahr 1893. Er wurde als Museumswagen restauriert und mit einem Akkuantrieb ausgerüstet. Er ist der älteste fahrbereite Straßenbahntriebwagen in Deutschland. Ab 1898 wurden auch Beiwagen eingesetzt, 94 Wagen wurden geliefert.
Auf der Strecke nach Hildesheim wurden ab 1904 das erste Mal vierachsige Straßenbahnwagen eingesetzt. 1927 wurden zwei Triebwagen nachgeliefert, die erstmals einen Stahlrahmen hatten. Die Üstra hat mit Triebwagen 710 einen solchen Triebwagen erhalten, er ist jedoch nicht selbst fahrfähig.
Überwiegend wurden weiterhin zweiachsige Triebwagen mit bis zu zwei Beiwagen eingesetzt. Deren Karosserien bauten wie ihre Vorgänger auf einem Holzgerüst auf. Mit Triebwagen 129 gehört ein solcher Holzwagen der letzten Serie (1926–1928), von der 98 Stück beschafft wurden, zu den Museumsfahrzeugen der Üstra.
Ab 1928 beschaffte die Üstra eine Serie von 50 Trieb- und 40 Beiwagen der Hannoverschen Waggonfabrik (Hawa). Diese hatten kein Holzgerüst in der Karosserie mehr und wurden daher Stahlwagen genannt. Mit Triebwagen 178 sowie Beiwagen 1034 und 1039 hat die Üstra einen Museumszug dieser Serie erhalten.
Zur gleichen Zeit wurden acht Gütertriebwagen ebenfalls als Stahlwagen beschafft. Sie waren sehr robust und sind z. T. heute noch als Betriebsfahrzeuge im Einsatz (u. a. als Schneepflug).
Zwischen 1938 und 1942 erhielt die Üstra von der Kasseler Waggonfabrik Gebrüder Credé zehn Trieb- und fünf Beiwagen, die teilweise als Ein-Richtungs-Wagen ausgelegt waren.

## 1945 bis 1965: Wiederaufbau nach dem Zweiten Weltkrieg

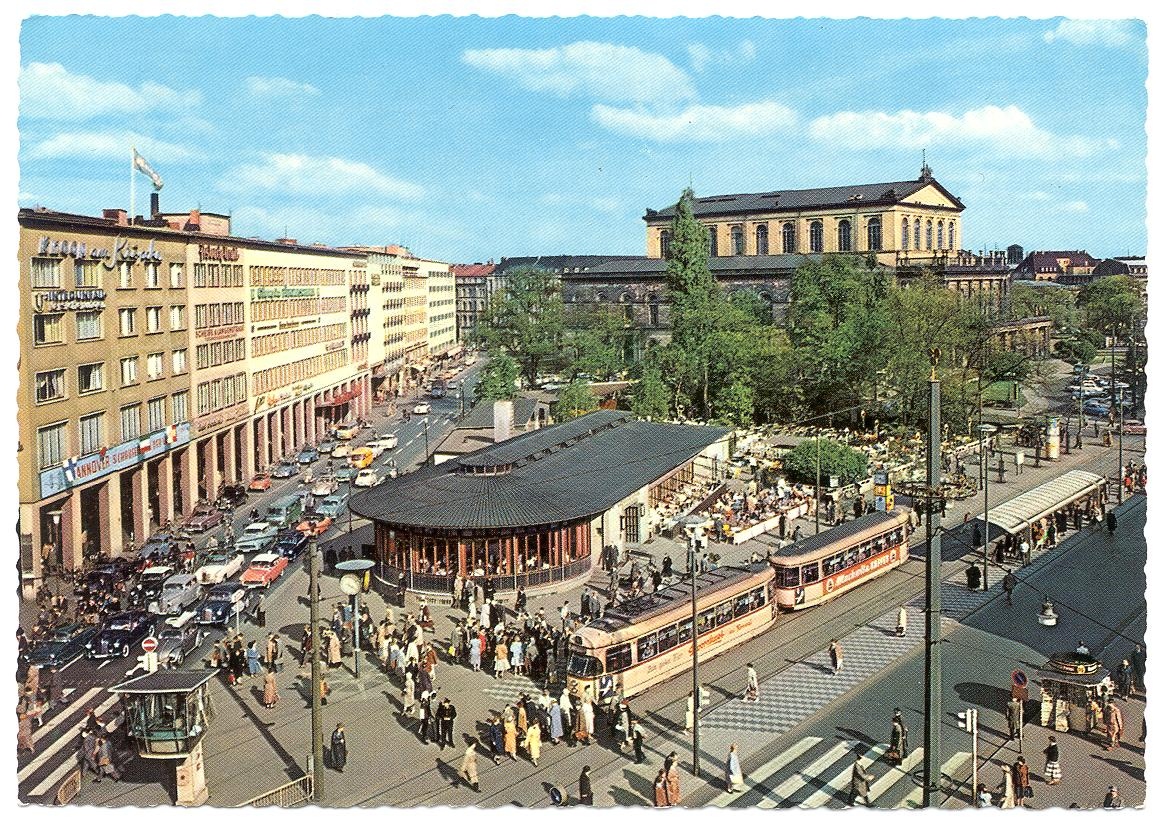
Haltestelle Kröpcke in den 1960er Jahren

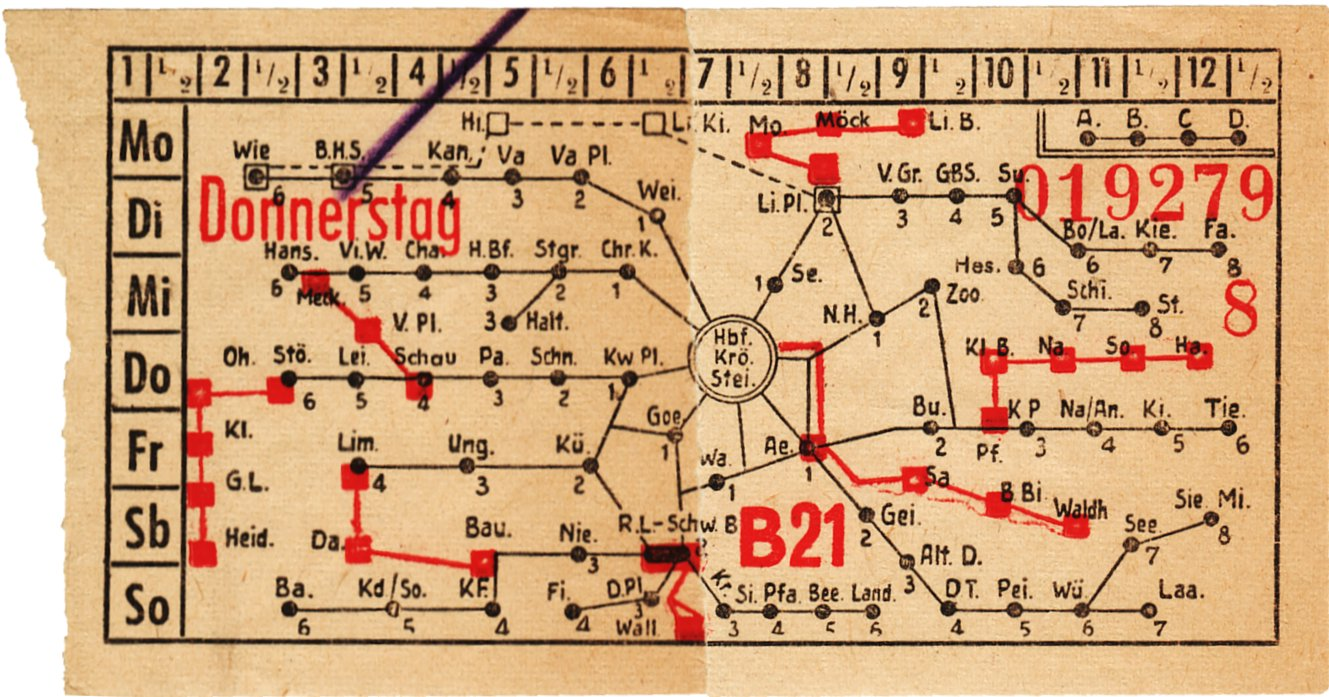
Liniennetzplan auf Fahrkarte um 1950

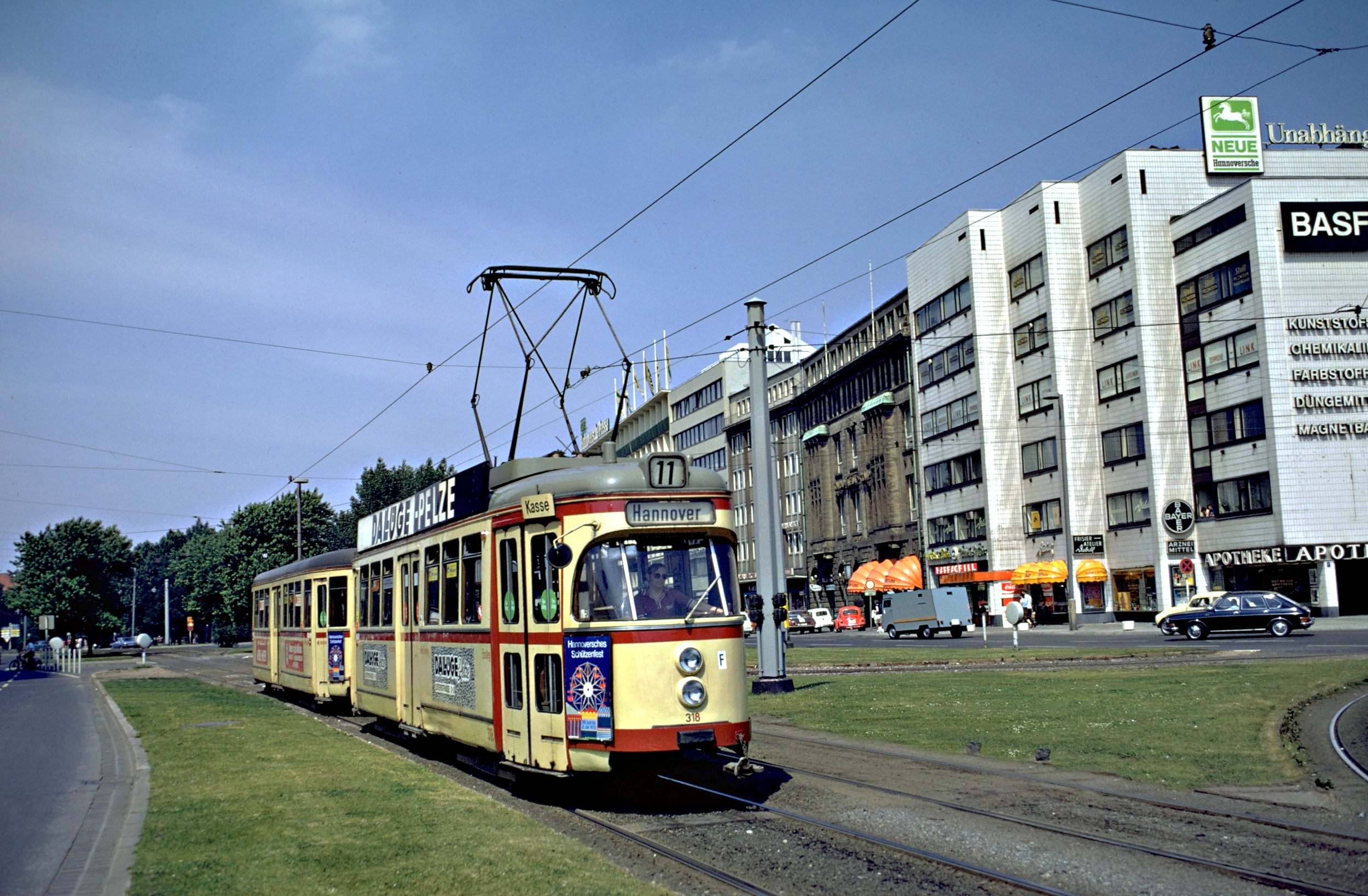
Großraumzug am Steintor 1973

Als erste Züge nach dem Einmarsch der Alliierten am 10. April 1945 kamen am 27. April Kohlezüge aus Barsinghausen. Ab dem 11. Juni wurde auf den anderen Strecken nach und nach der Personenverkehr wieder aufgenommen. 1948 war er auf allen Strecken unbeschränkt möglich. Einige Strecken, vor allem in der zerstörten Innenstadt, wurden nicht wieder in Betrieb genommen, was das Ende für die Ringlinie 2 bedeutete.
Im Zuge des Wiederaufbaus wurde auch die Strecke zwischen Kröpcke und Thielenplatz stillgelegt, die Strecke zwischen Hauptbahnhof und Steintor in die Kurt-Schumacher-Straße verlegt und es wurden größere Verlegungen im Bereich Steintor/Klagesmarkt vorgenommen.
Ein Teil der Ringstrecke in der Celler Straße/Herschelstraße und in der Schloßwender Straße war nicht mehr befahrbar. Ab Juni 1945 konnte daher nur ein kleinerer Ring (Karmarschstraße – Kröpcke – Hauptbahnhof – Lister Platz – Thielenplatz – Aegidientorplatz – Karmarschstraße) befahren werden. Da dieser kleineren Ringlinie der Erfolg verwehrt blieb, wurde sie im Dezember 1947 eingestellt. Teilstrecken der Ringlinie blieben bis 1974 (Stephanusstraße und Gustav-Adolf-Straße) und 1980 (Königsworther Straße) als Betriebsstrecken erhalten.
Auch außerhalb der Innenstadt wurde das städtische Netz an einigen Stellen gekürzt. Die Strecke vom Schwarzen Bären zum Fischerhof (Bahnhof Hannover-Linden) wurde am 4. April 1954 stillgelegt, die von der Beekestraße zur Landwehrschänke in Ricklingen am 28. März 1955.
Dafür wurden an anderen Stellen Erweiterungen vorgenommen. Alle Streckenneubauten erhielten einen besonderen Bahnkörper, d. h. die Straßenbahnen nutzten hier nicht mehr die Straße gemeinsam mit dem Individualverkehr. Für die ab 1951 neu beschafften Ein-Richtungs-Wagen wurden zudem nach und nach sämtliche Endstellen mit Wendeschleifen ausgestattet.
1950 wurde als erster Streckenneubau nach dem Krieg die Strecke zum Messegelände in Betrieb genommen. Es folgten Verlängerungen nach Stöcken/Hogrefestraße (1955), Oberricklingen (1956), Stöcken/VW-Werk (1962) und nach Vahrenheide (1965).
Die seit 1947 jährlich stattfindende Exportmesse führte zu Hochbetriebszeiten. Anfangs gab es kombinierten Straßenbahn-Bus-Verkehr zum Messegelände. 1950 wurde in nur zweieinhalb Monaten eine 3,1 Kilometer lange Neubaustrecke zum Eingang des Messegeländes erbaut.
1964 begann die Umstellung des Straßenbahnbetriebes auf Einmannbetrieb: Die bisher eingesetzten Schaffner wurden abgeschafft und stattdessen Entwerter installiert. In den neuen Düwag-Groß- und Breitraumwagen wurden die Türen auf Knopfdruck geöffnet; sie schlossen automatisch, nachdem eine an den Stufen angebrachte Sperre geschlossen war. Mit Ausnahme der Gelenkwagen wurde zuerst in den Triebwagen auf Schaffner verzichtet, Fahrkartenverkauf und Zugabfertigung übernahm der Fahrer. Später wurde auch auf die Schaffner in den Beiwagen verzichtet. In den Gelenkwagen wurden aus Gründen der Übersicht zunächst die Beiwagenschaffner abgeschafft. Während einige Zweiachsertriebwagen ebenfalls schaffnerlos fuhren, waren deren Beiwagen immer mit einem Schaffner besetzt, da die Zweiachser keine automatischen Türen hatten. Gekennzeichnet waren die schaffnerlosen Wagen mit einem großen S auf einem Kreis. Die schaffnerlosen Groß- und Breitraumwagen erhielten an der Vorderfront rechts und links drei senkrechte Striche, ihre Ziel- und Linienschilder waren blau mit weißer Schrift.

### Liniennetz 1957

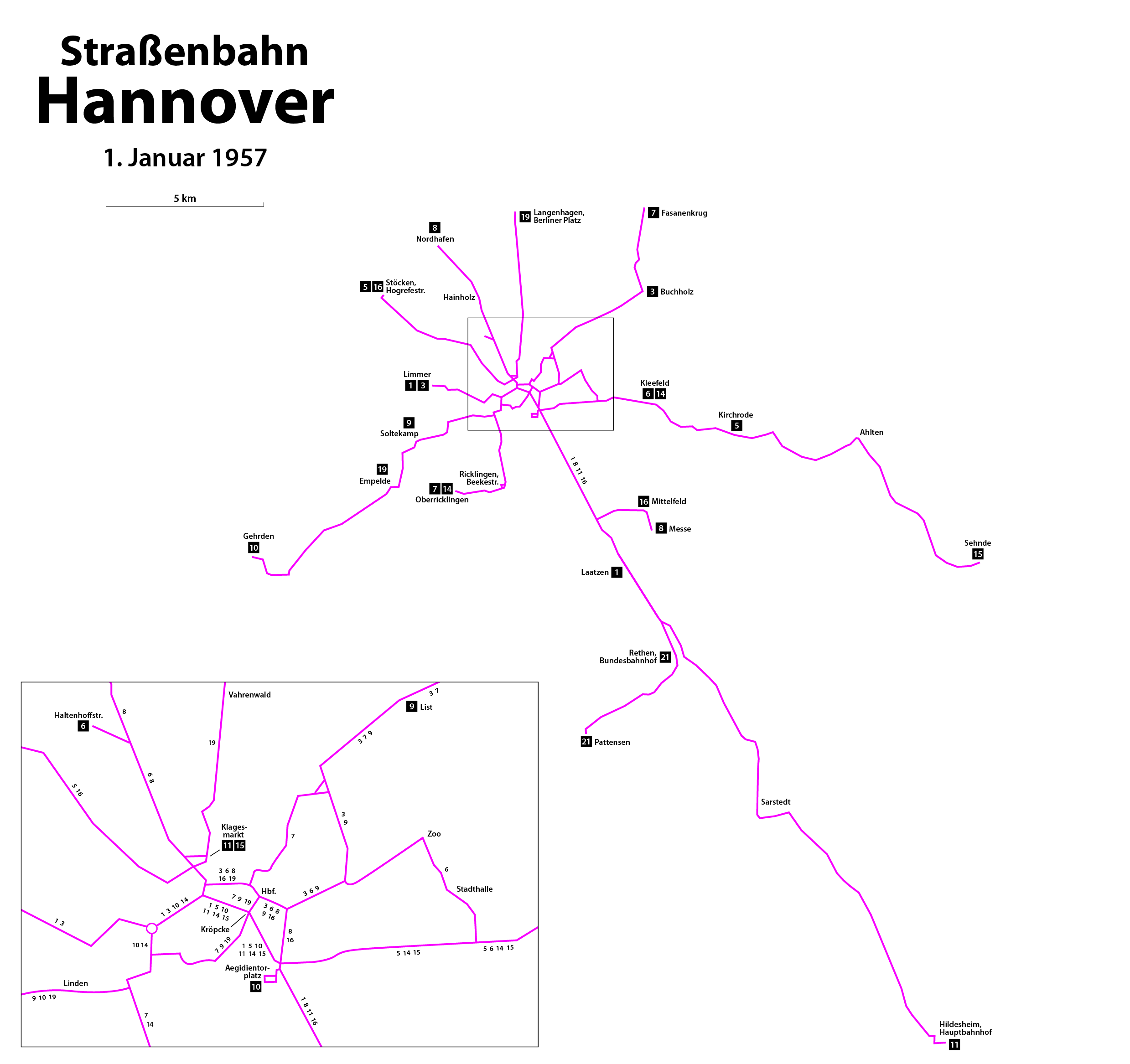
Liniennetz 1957

1957 bestanden noch mehrere Überlandstrecken, die Strecken Sehnde–Haimar, Buchholz–Anderten, Fasanenkrug–Großburgwedel und Gehrden–Barsinghausen waren schon stillgelegt. (s. Karte) In der Innenstadt waren die Strecken neu geordnet worden, durch die Altstadt (Schmiedestraße–Marktstraße) fuhren schon seit 1943 keinen Bahnen mehr, Rathenau- und Theaterstraße waren ohne Straßenbahnverkehr und zwischen Hauptbahnhof und Steintor fuhren die Bahnen statt durch Schiller- und Nordmannstraße durch die Kurt-Schumacher-Straße.
| Linie | Strecke | Bemerkungen                            |
| ----- | --- | -------------------------------------- |
| 1     | Laatzen – Döhren – Aegi/GS – Kröpcke/GS – Steintor/GS – Goetheplatz – Küchengarten – Limmer                                                     |                                        |
| 3     | Limmer – Küchengarten – Steintor/KSS – Hauptbahnhof – Thielenplatz – Emmichplatz – Lister Platz – Buchholz                                      |                                        |
| 5     | Stöcken/Hogrefestraße – Stöcken/Friedhof – Königsworther Platz – Steintor/GS – Kröpcke/GS – Aegi/GS – Kleefeld – Kirchrode                      |                                        |
| 6     | Kleefeld – Stadthalle – Emmichplatz – Thielenplatz – Hauptbahnhof – Steintor/KSS – Klagesmarkt – Haltenhoffstraße                               |                                        |
| 7     | Oberricklingen – Ricklingen – Schwarzer Bär – Waterlooplatz – Kröpcke/KS – Hauptbahnhof – Celler Straße – Lister Platz – Buchholz – Fasanenkrug |                                        |
| 8     | Nordhafen – Klagesmarkt – Steintor/KSS – Hauptbahnhof – Thielenplatz – Aegi/PS – Döhren – Mittelfeld – Messegelände                             |                                        |
| 9     | Bhf. List – Lister Platz – Emmichplatz – Thielenplatz – Hauptbahnhof – Kröpcke/KS – Waterlooplatz – Schwarzer Bär – Soltekamp                   | HVZ-Linie                              |
| 10    | Aegidientorplatz – Kröpcke/GS – Steintor/GS – Goetheplatz – Schwarzer Bär – Badenstedt – Empelde – Gehrden/Neuwerk                              |                                        |
| 11    | Klagesmarkt – Steintor/GS – Kröpcke/GS – Aegi/GS – Döhren – Laatzen – Rethen – Sarstedt – Hildesheim                                            |                                        |
| 14    | Oberricklingen – Ricklingen – Schwarzer Bär – Goetheplatz – Steintor/GS – Kröpcke/GS – Aegi/GS – Kleefeld                                       |                                        |
| 15    | Klagesmarkt – Steintor/GS – Kröpcke/GS – Aegi/GS – Kleefeld – Kirchrode – Anderten – Sehnde                                                     |                                        |
| 16    | Stöcken/Hogrefestraße – Stöcken/Friedhof – Königsworther Platz – Steintor/KSS – Hauptbahnhof – Aegi/PS – Döhren – Mittelfeld                    |                                        |
| 19    | Langenhagen – Vahrenwald – Klagesmarkt – Steintor/KSS – Hauptbahnhof – Kröpcke/KS – Waterlooplatz – Schwarzer Bär – Badenstedt – Empelde        |                                        |
| 21    | (Klagesmarkt – Steintor/GS – Kröpcke/GS – Aegi/GS – Döhren – Laatzen –) Rethen – Koldingen – Pattensen                                          | nur in HVZ und sonntags ab Klagesmarkt |
|       | Erläuterungen: GS: Georgstraße; KS: Karmarschstraße; KSS: Kurt-Schumacher-Straße; PS: Prinzenstraße                                             |                                        |

Nicht im Fahrplan aufgeführte Verstärkerkurse in der Hauptverkehrszeit mit durchgestrichener Linienbezeichnung („halbe X“) sind hier nicht aufgenommen.

### Fahrzeuge

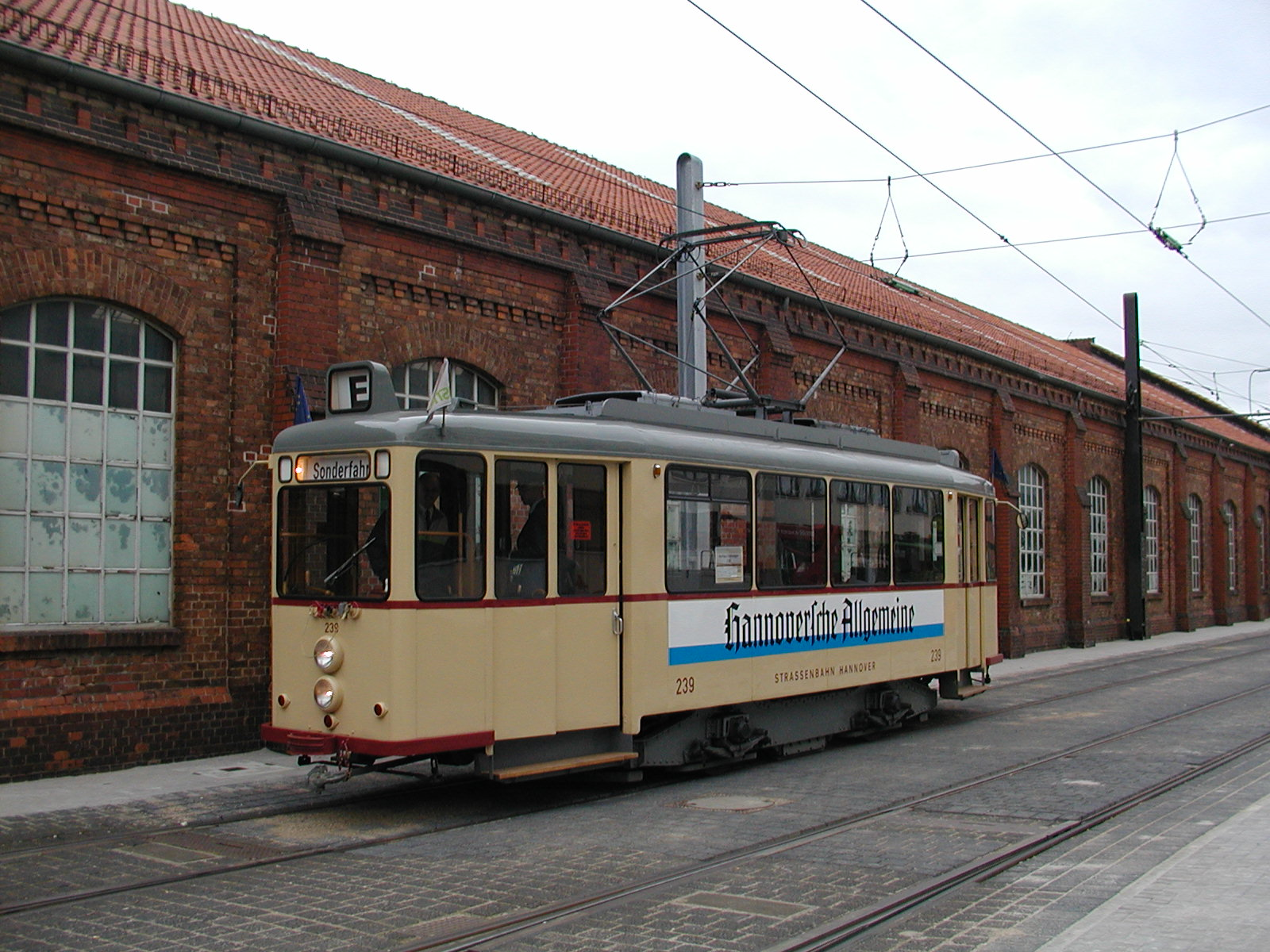
Aufbauwagen 239 von 1950 am ehemaligen Betriebshof Buchholz

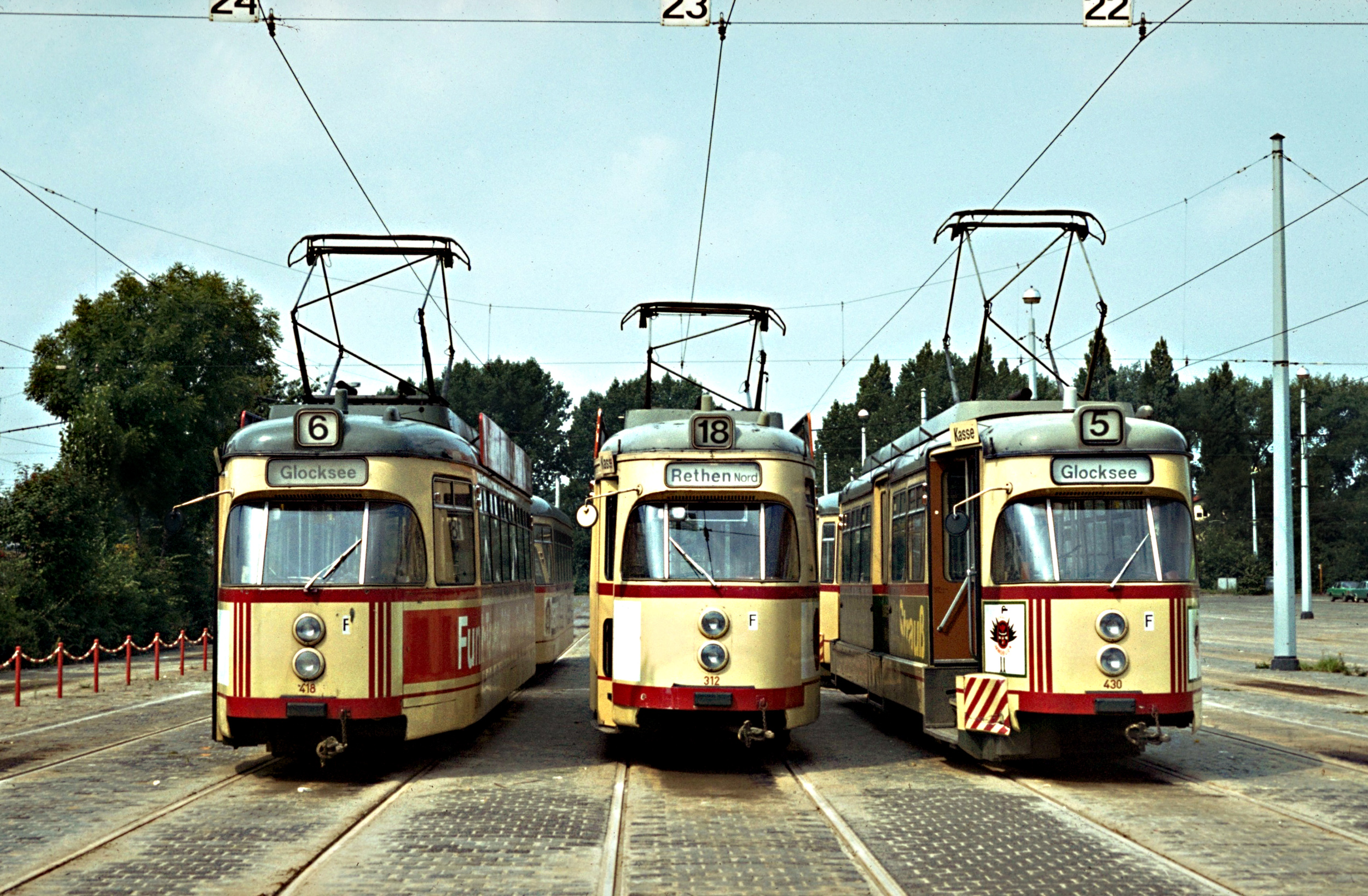
Breitraumzug, Großraumzug und tunnelgängig umgebauter Breitraumzug auf dem Betriebshof Glocksee um 1980

Nach dem Zweiten Weltkrieg wurden zunächst die 1942 entwickelten Kriegsstraßenbahnwagen angeschafft. Des Weiteren wurden alte Fahrgestelle von zerstörten Vorkriegstriebwagen mit neuen Aufbauten versehen, woraus die 15 Aufbauwagen entstanden. 1950/51 wurden mit Marshallplan-Mitteln 40 dazu passende Beiwagen von der Niedersächsischen Waggon-Fabrik Josef Graaff in Elze angeschafft. Es sind dies die zuletzt beschafften zweiachsigen Wagen der Straßenbahn Hannover. Es existieren noch diverse Arbeitswagen (sogenannte Salzwagen) sowie ein Museumszug (Triebwagen 239 und Beiwagen 1063).
1951 begann die Üstra mit der Anschaffung von vierachsigen Großraumwagen der Düsseldorfer Waggonfabrik (Düwag). 37 Triebwagen und 35 Beiwagen der Baureihe TW 300 wurden beschafft. Diese Züge waren 2,20 Meter breit und bestanden aus einem Triebwagen und einem nicht motorisierten Beiwagen. Sie waren Ein-Richtungs-Fahrzeuge, so dass in der Nachkriegszeit viele Endpunkte zu Wendeschleifen umgebaut wurden. Triebwagen und Beiwagen besaßen einen festen Schaffnersitzplatz am hinteren Einstieg und waren für Fahrgastfluss eingerichtet. In den 1960er Jahren wurden zunächst die Triebwagen, später auch die Beiwagen auf schaffnerlosen Betrieb umgebaut. Bei den Wagen wurde dafür die Türanordnung verändert: Die Triebwagen erhielten eine Doppeltür statt einer Einfachtür vorne beim Fahrer, und eine Einfachtür am Ende statt der bisherigen Doppel- oder Dreifachtür, die mittlere Doppeltür blieb. Die Beiwagen erhielten vorne neu eine Einfachtür, die mittlere Dreifachtür wurde zu einer Doppeltür und aus der hinteren Dreifachtür wurde eine Doppeltür. Der Fahrgastfluss blieb dabei zunächst erhalten, Einstieg jeweils vorne und hinten, Ausstieg nur in der Mitte. Erst in den 1970er Jahren wurde dieses Prinzip aufgegeben und alle Türen erhielten Türöffner außen und innen. Museumszug dieser Gattung ist Triebwagen 336 und Beiwagen 1304.
Ab 1956 wurden diese durch 60 2,35 Meter breite sogenannte Breitraumwagen (Duewag-TW 400) ergänzt. Zunächst wurden die Triebwagen paarweise gekuppelt ohne Beiwagen eingesetzt, in den Tagesrandlagen und auf abzweigenden Streckenästen verkehrten sie solo. Der zweite Wagen konnte vom ersten Wagen aus gesteuert werden. Ab 1957 wurden 56 motorisierte Beiwagen beschafft, so dass die Doppeltraktion nicht mehr nötig war. Auch diese Wagen hatten anfangs einen Schaffnersitz und wurden ebenfalls in den 1960er Jahren auf schaffnerlosen Betrieb mit Veränderung der Türanordnung umgebaut. Auch hier zunächst die Triebwagen und dann die Beiwagen. Die letzten Breitraumwagen schieden 1990 aus dem Linienverkehr aus. Triebwagen 478 und Beiwagen 1464 wurden restauriert und dienen als Museumszug.
Für die Überlandstrecke nach Hildesheim wurde 1951 und 1956 jeweils ein besonderer Zug angeschafft. Diese Züge bestanden aus zwei Triebwagen und einem in der Mitte geführten Beiwagen und waren wie alle Fahrzeuge auf dieser Linie rot lackiert. Sie hatten Türen auf beiden Seiten, aber die Triebwagen hatten nur einen Führerstand. Als Zug waren sie daher Zwei-Richtungs-fähig, was wegen der fehlenden Wendeschleife in Hildesheim nötig war. Diese hatten im Gegensatz zu den anderen Düwag-Wagen keinen Fahrgastfluss und damit keinen Schaffnersitz. Nach Einstellung des Streckenabschnitts nach Hildesheim im Jahr 1958 wurden die Züge zu Ein-Richtungs-Fahrzeugen umgebaut und zum Beige der übrigen Straßenbahnen umlackiert. Ein Triebwagen wurde dabei in einen motorisierten Beiwagen verwandelt. Diese Wagen hatten nur eine Doppeltür in der Mitte, die Triebwagen noch eine Einfachtür am Fahrerplatz. Außerdem gab es gepolsterte Sitze, während die anderen Düwag-Fahrzeuge mit Ausnahme der Gelenkwagen über Holzschalensitze verfügten.
Die zuletzt beschafften Straßenbahnwagen waren 22 sechsachsige Düwag-Gelenkwagen (TW 500). Diese fuhren mit 20 vierachsigen nicht motorisierten Beiwagen, die äußerlich den Beiwagen der Breitraumwagen glichen. Die Fahrzeuge hatten Kunststoffschalensitze. Hier wurden in den 1960er Jahren zunächst die Beiwagen und dann die Triebwagen auf den schaffnerlosen Betrieb umgestellt. Die Triebwagen erhielten dabei ebenfalls Doppeltüren beim Fahrer. Sie waren bis zur Einstellung der Linie 16 im Jahre 1996 im Linienverkehr im Einsatz. Danach wurden sie noch zwei Jahre im Messeverkehr als Verstärkerwagen zwischen dem Betriebshof in Döhren und dem Messegelände eingesetzt. Triebwagen 522 wurde in seinen Ursprungszustand versetzt und dient mit Beiwagen 1513 als Museumszug.
Etwa 30 historische Fahrzeuge der Üstra sind im Hannoverschen Straßenbahn-Museum (HSM) in Sehnde-Wehmingen vorhanden. Die Fahrzeuge sind zum Teil unrestauriert, zum Teil werden sie im Museumsfahrbetrieb eingesetzt.

#### Liste der Wagen älterer Bauart (Auswahl)
| Typ                      | Bauart  | Baujahr   | Hersteller                | Bezeichnung    | Anzahl | Bemerkungen |
| ------------------------ | ------- | --------- | ------------------------- | -------------- | ------ | --- |
| Hildesheimer Wagen       | T 4     | 1904–1927 | Hofmann, Hawa, Uerdingen  | 701–710        | 10     | 710 Museumswagen |
|                          | B 4     | 1904–1911 | Hofmann, Falkenried       | 501–519        | 19     | 511–519 ehemalige Tw, 1921 von Altona-Blankenese                                                                              |
| Holzwagen                | T 2     | 1925–1927 | Hawa, Nordwaggon Bergmann | 11–70, 101–139 | 98     | 129 Museumswagen (betriebsfähig)                                                                                              |
|                          | B 2     | 1925–1927 | Hawa                      | 541–630        |        | |
| Stahlwagen               | T 2     | 1928–1930 | Hawa                      | 171–220        | 50     | 2,20 m breit. 178 Museumswagen (betriebsfähig); 181 (betriebsfähig), 191, 215 1975/76 an HSM, 202 (betriebsfähig) 1975 an VVM |
|                          | B 2     | 1928–1930 | Hawa                      | 1001–1040      | 40     | 1034, 1039 Museumswagen (betriebsfähig), 1010 1975 an VVM, 1023, 1033 1978 an HSM (betriebsfähig)                             |
| Stückguttriebwagen       | T 2     | 1928      | Hawa, Bergmann            | 801–808        | 8      | 2,15 m breit. 804 Museumswagen; 801 (Schienenschleifwagen) 2008 an HSM (betriebsfähig). 803, 805, 807 Schneepflug             |
|                          | T 2 (E) | 1941–1942 | Credé, Bergmann           | 222–231        | 10     | teilweise Ein-Richtungs-Fahrzeuge, 225 erhalten, 227 1976 an HSM (in Aufarbeitung)                                            |
|                          | B 2     | 1941–1942 | Credé                     | 1042–1046      | 5      | |
| Einheitsstraßenbahnwagen | B 2     | 1944–1945 | Graaff                    | 1047–1056      | 10     | ursprünglich für Berlin bestimmt                                                                                              |
| Kriegsstraßenbahnwagen   | T 2     | 1947–1949 | Fuchs, SSW                | 232–235        | 4      | |
|                          | B 2     | 1947–1949 | Uerdingen                 | 1057–1091      | 35     | 1063, 1078 Museumswagen (betriebsfähig), 1072 1977 an HSM, 1073 in Magdeburg                                                  |
| Aufbauwagen              | T 2     | 1950      | Düwag, AEG                | 236–250        | 15     | 239 Museumswagen (betriebsfähig), 236 1982 an HSM (betriebsfähig), 238 1989 nach Hiroshima                                    |
| Marshallplan-Wagen       | B 2     | 1950–1951 | Graaff                    | 1101–1140      | 40     | 1122 1975 an HSM |

#### Liste der Düwag-Wagen
| Typ            | Bauart           | Baujahr   | Bezeichnung                                            | Anzahl | Ausmusterung | Bemerkungen |
| -------------- | ---------------- | --------- | ------------------------------------------------------ | ------ | ------------ | --- |
| Großraumwagen  | T 4              | 1951      | 301                                                    | 1      |              | 2,20 m breit |
|                | B 4              | 1951      | 1301                                                   | 1      | 1982         | an HSM, verschrottet                                                                                               |
|                | T 4 Z            | 1951      | 715–716, ab 1966 341–342                               | 2      | 1977         | Zwei-Richtungs-Fahrzeug mit einem Führerstand, viermotorig, 1982 an HSM, 715 optisch aufbereitet, 716 verschrottet |
|                | B 4 Z, ab 1958 E | 1951      | 1524, ab 1966 1341                                     | 1      | 1982         | Zwei-Richtungs-Fahrzeug, 1982 an HSM: verschrottet                                                                 |
|                | T 4              | 1952–1953 | 302–337                                                | 36     | 1979–1982    | 336 Museumswagen (2012 restauriert), 328 an HSM: verschrottet                                                      |
|                | B 4              | 1952–1955 | 1302–1335                                              | 34     | 1979–1982    | 1304 Museumswagen (unrestauriert)                                                                                  |
|                | T 4 Z, ab 1958 E | 1956      | 717–718, ab 1972 T4 351 und B4 1351 (motorisiert)      | 2      | 1982         | Zwei-Richtungs-Fahrzeug mit einem Führerstand, zweimotorig, gerades Wagenende. an HSM: dort verschrottet           |
|                | B 4 Z, ab 1958 E | 1956      | 1525, ab 1966 1342                                     | 1      | 1982         | Zwei-Richtungs-Fahrzeug, gerade Wagenenden, 1958 Anbau von Plattformen. 1982 an HSM: dort verschrottet             |
| Breitraumwagen | T 4              | 1956–1958 | 401–460, ab 1973/74 401–420, 421–430, 451–460, 461–480 | 60     | 1981–1990    | 2,35 m breit. 421–430 (neu): ab 1974 tunnelgängig. 478 Museumswagen (betriebsfähig), 427 1985 an HSM               |
|                | B 4              | 1957–1960 | 2001–2056, ab 1970/74 1401–1425 und 1451–1481          | 56     | 1981–1990    | Motorisierter Beiwagen, 1401–1425 tunnelgängig. 1464 (ex 2026) Museumswagen (betriebsfähig), 1424 1985 an HSM      |
| Gelenkwagen    | GT 6             | 1961–1962 | 501–522                                                | 22     | 1992–1998    | 2,35 m breit. 522 Museumswagen (betriebsfähig), 503 1997 an HSM (betriebsfähig)                                    |
|                | B 4              | 1961–1962 | 2061–2080, ab 1974 1501–1520                           | 20     | 1992–1998    | 1513 Museumswagen (betriebsfähig), 1509 (betriebsfähig), 1519 1997 an HSM                                          |

Erläuterungen: Beiwagen, Ein-Richtungs-Wagen, Gelenk-Triebwagen, Triebwagen, Zwei-Richtungs-Wagen,
2, 4, 6 Achsen

## 1965 bis 1996: Umbau der Straßenbahn zur Stadtbahn
Am 23. Juni 1965 beschloss der Rat der Landeshauptstadt Hannover, eine U-Bahn zu bauen. Dabei sollte zunächst der Innenstadtbereich durch Tunnel erschlossen und mit den bestehenden Straßenbahnstrecken außerhalb der Innenstadt verbunden werden. Gleichwohl läutete dieser Beschluss das Ende des klassischen Straßenbahnbetriebes in Hannover ein. Der Bau begann am 16. November 1965 am Waterlooplatz. Kurze Zeit später ruhten die Arbeiten wegen finanzieller Probleme für ein Jahr. Danach wurde ununterbrochen bis 1993 das innerstädtische Tunnelnetz mit den A-, B- und C-Tunneln errichtet.

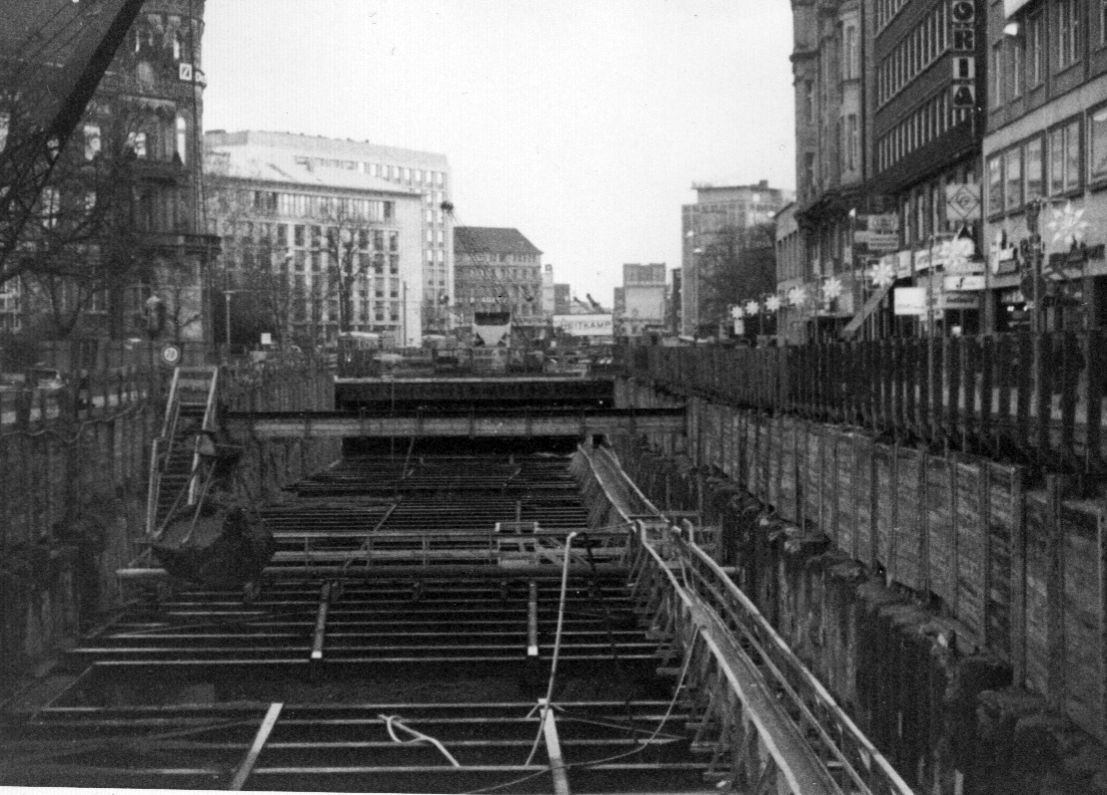
Baugrube in der Georgstraße, 1976

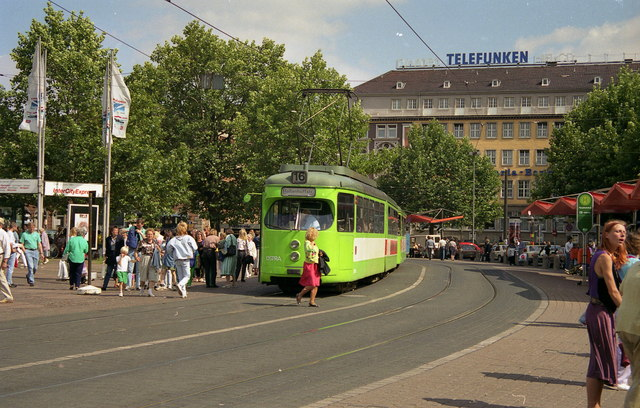
1991: Gelenkwagen vor dem Hauptbahnhof

Nach der vollständigen Inbetriebnahme des ersten Stadtbahntunnels A im Jahre 1976 wurden schrittweise immer mehr Strecken auf Stadtbahnbetrieb umgestellt. Im Zuge des fortschreitenden Stadtbahnbaus wurden die meisten oberirdischen innerstädtischen Strecken sowie deren Anschlussstrecken stillgelegt. 1976 wurde die Strecke Emmichplatz – Bödekerstraße – Lister Platz abgebaut, die bis dahin die letzte Zulaufstrecke für die Podbielskistraße war, 1979 auch die Zulaufstrecke für die Vahrenwalder Straße, die vom Klagesmarktkreisel über die Celler Straße und die Nikolaistraße verlief.

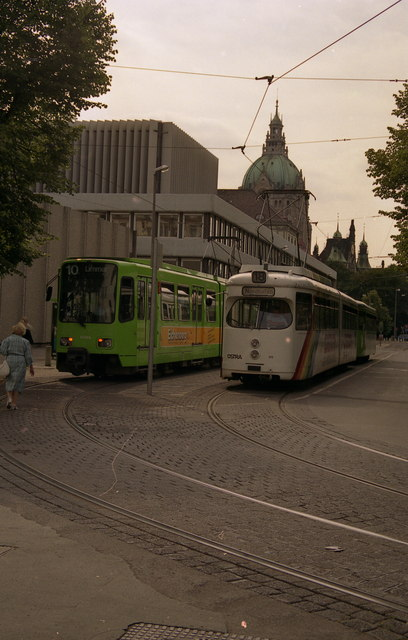
Stadtbahnwagen und Gelenkwagen an der Endhaltestelle Rathaus (1991)

Im Jahr 1969 kam es zur spektakulären Rote-Punkt-Aktion: Demonstrationen gegen eine Fahrpreiserhöhung der Üstra führten in der Zeit vom 7. bis 17. Juni 1969 zur Einstellung des gesamten Straßenbahn- und Omnibusverkehrs. Autofahrer signalisierten durch einen an der Windschutzscheibe angebrachten roten Punkt, dass sie Fahrgäste der Üstra mitnehmen. Als Folge dieser Aktion wurde der Großraum-Verkehr Hannover gegründet. Mit ihm wurde ein für das gesamte Gebiet der Stadt und des Landkreises Hannover gültiger Gemeinschaftstarif eingeführt. Am Verkehrsverbund beteiligten sich neben der Üstra die Deutsche Bundesbahn, die Deutsche Bundespost, die Steinhuder Meer-Bahn sowie die Verkehrsbetriebe Bachstein. Außerdem erwarb die Stadt Hannover die Aktienmehrheit der Üstra vom damaligen Hauptaktionär PreussenElektra.
Die erste Neubaustrecke nach dem U-Bahn-Baubeschluss von 1965 wurde 1973 die Strecke nach Laatzen/Süd (heutiger Haltestellenname Laatzen) eröffnet. Sie wurde 1976 nach Rethen/Nord verlängert und an die bestehende Trasse nach Sarstedt angebunden. Die Straßenbahnlinie 11 fuhr seitdem über Laatzen-Mitte, während die Bedienung der alten Strecke in Grasdorf von der Linie 18 übernommen wurde, die in Rethen endete. 1978 wurde die Strecke vom Nackenberg zur Medizinischen Hochschule/Süd in Betrieb genommen. Es handelte sich um den ersten Bauabschnitt der Stadtbahnstrecke zum Roderbruch, am provisorischen Endpunkt wurde eine Wendeschleife errichtet. Es war zugleich die letzte Neubaustrecke, die im Linienverkehr zunächst noch von den klassischen Düwag-Straßenbahnen befahren wurde.
1974 hingegen wurde die Betriebsstrecke durch die Gustav-Adolf-Straße zwischen Engelbosteler Damm und Weidendamm sowie 1980 die Betriebsstrecke in der Königsworther Straße zwischen Königsworther Platz und Glocksee stillgelegt. Die Königsworther Straße wurde umgehend nach Beendigung der Bauarbeiten am C-West-Tunnel komplett umgestaltet und die Gleise vollständig entfernt. In der Gustav-Adolf-Straße hingegen lagen die alten Gleise noch über 20 Jahre, sie wurden erst um 1999 bei einer Neugestaltung der Straße entfernt und ihre Verbindung zum Engelbosteler Damm geschlossen.
Die Verbindung in der Otto-Brenner-Straße zwischen Klagesmarktkreisel und Königsworther Platz mitsamt ihrer Haltestelle am Klagesmarktkreisel („Gewerkschaftshaus“) wurde 1985 durch den C-West-Tunnel unter der Langen Laube ersetzt. Diese Strecke war erst 1971 großzügig ausgebaut worden, um eine durch alte Gebäude bedingte Gleisverschlingung zu entfernen, die seit Einführung des Zweirichtungsverkehrs in dieser Straße Anfang der 1950er Jahre bestand.
Die Reststück der ehemaligen Ringstrecke von der Humboldtstraße über die Calenberger Straße, Lavesallee und Friedrichswall zum Aegi wurde 1992 abgebaut. Bis 1979 wurde sie im Linienverkehr befahren, danach wurde auf der Strecke noch einige Jahre die historische Ringbahn eingerichtet. Danach wurde an ihrer Stelle im Friedrichswall die einzige Busspur Hannovers errichtet, die im Jahr 2013 zum größten Teil wieder entfernt wurde.
1996 wurde die Wendeschleife am Neuen Rathaus außer Betrieb genommen und abgebaut. Die zuletzt hier endende Linie 10 wurde um eine Haltestelle verkürzt. Die Endhaltestelle war zunächst von den Rampenbauwerken der Aegi-Hochstraße zwischen Schiffgraben und Friedrichswall eingefasst. Nach dem Abbau der Hochstraße 1998 wurde ein Mittelhochbahnsteig errichtet, der von 1999 bis 2017 Endpunkt für die Linien 10 und 17 war. Die parallel zum Friedrichswall verlaufende Friedrichstraße, in der das Gegengleis der Wendeschleife lag, existiert nicht mehr: Heute steht hier das Verwaltungsgebäude der Nord/LB.
Im September 1996 wurde die letzte mit klassischen Düwag-Gelenkwagen betriebene Straßenbahnlinie 16 (Klagesmarkt – Hauptbahnhof – Thielenplatz – Königstraße – Emmichplatz – Zoo – Kleefeld/Nackenberg) eingestellt, was vielfach als das Ende der Straßenbahn in Hannover angesehen wurde. Seitdem sind auch auf den oberirdischen Strecken ausschließlich Stadtbahnfahrzeuge im Einsatz. Dies bedeutete das Aus für die Strecke in der Goseriede zur Klagesmarktschleife. Hier lagen die Gleise abschnittsweise noch mehrere Jahre, im Klagesmarktkreisel wurden sie erst nach 2000 abgebaut. Auf der Zoostrecke (Thielenplatz – Emmichplatz – Zoo) wurde eine Zeit lang noch Gelegenheitsverkehr mit historischen Straßenbahnen angeboten. Nachdem hier am 12. Juli 1998 zum letzten Mal eine Straßenbahn gefahren war, wurde die Strecke stillgelegt. Noch im gleichen Jahr wurden am Thielenplatz die Weichen entfernt. 1999/2000 wurde die Endstation Zoo so umgebaut, dass die Strecke zum Emmichplatz auch dort abgehängt wurde. Die Gleise in der Königstraße wurden bei deren Umbau entfernt. In der Hindenburgstraße wurden die Gleise inklusive der Reste der erst 1993 für die Stadtbahn aus Richtung Stadthalle eröffneten Endhaltestelle am Zoo im Zuge der Straßenerneuerung ab 2012 entfernt.
Nach der vollständigen Erneuerung und teilweisen Neutrassierung der oberirdischen Innenstadtstrecke der Linien 10 und 17 zwischen Goetheplatz und dem neuen Endpunkt am Raschplatz ist die stillgelegte Strecke vom Aegidientorplatz über den Thielenplatz zum Ernst-August-Platz nun der letzte Rest des innerstädtischen Straßenbahnnetzes. Darüber hinaus erinnert noch die im ursprünglichen Zustand erhalten gebliebene Wendeschleife am Fasanenkrug, die Platzumfahrung auf dem Theodor-Heuss-Platz und der Gleis-Kreisel auf dem Goetheplatz an den klassischen Straßenbahnbetrieb mit Einrichtungswagen.

### Liniennetz 1968
Vor der Sperrung der Bahnhofstraße und der Karmarschstraße für den U-Bahn-Bau am 5. April 1968 umfasste das Liniennetz folgende Linien:
| Linie | Strecke | Takt (Minuten)                         | Bemerkungen                                                                  |
| ----- | --- | -------------------------------------- | ---------------------------------------------------------------------------- |
| 1     | Laatzen – Döhren – Aegi/GS – Kröpcke/GS – Steintor/GS – Goetheplatz – Küchengarten – Limmer | 15'; HVZ 12'                           |                                                                              |
| 1     | Döhren – Aegi/GS – Kröpcke/GS – Steintor/GS – Goetheplatz – Küchengarten – Limmer |                                        | HVZ-Linie                                                                    |
| 3     | Limmer – Küchengarten – Steintor/KSS – Hauptbahnhof – Thielenplatz – Emmichplatz – Lister Platz – Buchholz | 15'; HVZ 12'                           |                                                                              |
| 4     | > Buchholz – Lister Platz – Celler Straße – Hauptbahnhof → Thielenplatz → Aegi/PS → Rathaus < Rathaus → Markthalle → Kröpcke/KS → Hauptbahnhof – Celler Straße – Lister Platz – Buchholz                             | 15'                                    | nur 8–15 Uhr                                                                 |
| 5     | Stöcken/VW – Stöcken/Friedhof – Königsworther Platz – Steintor/GS – Kröpcke/GS – Aegi/GS – Kleefeld – Kirchrode | 15'; HVZ 12'                           |                                                                              |
| 5     | (Stöcken/VW –) Stöcken/Friedhof – Königsworther Platz – Steintor/GS – Kröpcke/GS – Aegi/GS – Rathaus | 15'; HVZ 12'                           | 12–18 Uhr, 20–23 Uhr                                                         |
| 6     | Kleefeld – Stadthalle – Emmichplatz – Thielenplatz – Hauptbahnhof – Steintor/KSS – Klagesmarkt – Haltenhoffstraße | 15'; HVZ 12'                           |                                                                              |
| 7     | Oberricklingen – Ricklingen – Schwarzer Bär – Waterlooplatz – Kröpcke/KS – Hauptbahnhof – Celler Straße – Lister Platz – Buchholz – Fasanenkrug                                                                      | 15'; HVZ 12'                           |                                                                              |
| 7     | (Oberricklingen –) Ricklingen/Beekestraße – Schwarzer Bär – Waterlooplatz – Kröpcke/KS – Hauptbahnhof – Celler Straße – Lister Platz – Buchholz                                                                      |                                        | HVZ-Linie                                                                    |
| 8     | Nordhafen – Klagesmarkt – Steintor/KSS – Hauptbahnhof – Thielenplatz – Aegi/PS – Döhren – Mittelfeld (– Messegelände)                                                                                                | 15'; HVZ 12'                           | bis Messegelände nur montags bis freitags und bei Messen                     |
| 9     | Buchholz – Lister Platz – Emmichplatz – Thielenplatz – Hauptbahnhof – Kröpcke/KS – Waterlooplatz – Schwarzer Bär – Badenstedt – Empelde                                                                              | 12'                                    | HVZ-Linie                                                                    |
| 11    | Klagesmarkt – Steintor/GS – Kröpcke/GS – Aegi/GS – Döhren – Laatzen – Rethen – Sarstedt | 30'; HVZ 20'                           |                                                                              |
| 11    | Klagesmarkt – Steintor/GS – Kröpcke/GS – Aegi/GS – Döhren – Laatzen – Rethen (– Sarstedt) |                                        | HVZ-Linie                                                                    |
| 14    | Oberricklingen – Ricklingen – Schwarzer Bär – Goetheplatz – Steintor/GS – Kröpcke/GS – Aegi/GS – Kleefeld (– Kirchrode/Bhf – Kirchrode)                                                                              | 15'; HVZ 12'                           | nur bis 20 Uhr, bis Kirchrode/Bhf HVZ morgens, bis Kirchrode HVZ nachmittags |
| 14    | Ricklingen/Beekestraße – Schwarzer Bär – Goetheplatz – Steintor/GS – Kröpcke/GS – Aegi/GS – Kleefeld (– Kirchrode/Bhf)                                                                                               |                                        | HVZ-Linie                                                                    |
| 16    | Stöcken/VW – Stöcken/Friedhof – Königsworther Platz – Steintor/KSS – Hauptbahnhof – Aegi/PS – Döhren (– Mittelfeld)                                                                                                  | 15'; HVZ 12'                           | nur bis 20 Uhr, bis Mittelfeld werktags zur HVZ und sonntags                 |
| 17    | > Langenhagen – Vahrenwald – Klagesmarkt – Steintor/KSS – Hauptbahnhof → Thielenplatz → Aegi/PS → Rathaus < Rathaus → Markthalle → Kröpcke/KS → Hauptbahnhof – Steintor/KSS – Klagesmarkt – Vahrenwald – Langenhagen | 12'                                    | HVZ-Linie                                                                    |
| 18    | > Vahrenheide – Vahrenwald – Klagesmarkt – Steintor/KSS – Hauptbahnhof → Kröpcke/KS → Markthalle → Rathaus < Rathaus → Aegi/PS → Thielenplatz → Hauptbahnhof – Steintor/KSS – Klagesmarkt – Vahrenwald – Vahrenheide | 12' montags bis freitags tagsüber; 15' |                                                                              |
| 19    | Langenhagen – Vahrenwald – Klagesmarkt – Steintor/KSS – Hauptbahnhof – Kröpcke/KS – Waterlooplatz – Schwarzer Bär – Badenstedt – Empelde                                                                             | 12' montags bis freitags tagsüber; 15' |                                                                              |
|       | Erläuterungen: GS: Georgstraße; KS: Karmarschstraße; KSS: Kurt-Schumacher-Straße; PS: Prinzenstraße |                                        |                                                                              |

Am 5. April 1968 wurde die Strecke Waterlooplatz – Karmarschstraße – Kröpcke – Bahnhofstraße – Hauptbahnhof wegen des U-Bahn-Baus eingestellt, so dass es nur noch zwei Innenstadtstrecken gab: Steintor/Georgstraße – Kröpcke – Aegi/Georgstraße und Steintor/Kurt-Schumacher-Straße – Hauptbahnhof – Thielenplatz – Aegi/Prinzenstraße. Am 1. Oktober 1968 folgte die Strecke Hauptbahnhof/Postunterführung – Raschplatz – Alte Celler Heerstraße – Wedekindplatz – Steinriede/Wedekindstraße (Nähe Lister Platz), so dass die dort verkehrenden Linien 4 und 7 fortan über Bödekerstraße – Emmichplatz – Thielenplatz zum Hauptbahnhof geführt wurden. Sie verkehrten am Hauptbahnhof damit in anderer Fahrtrichtung als bisher, die Linie 4 endete nunmehr am Klagesmarkt statt am Rathaus, die Linie 7 nahm den Weg über Steintor und Goetheplatz zum Schwarzen Bär.
In den folgenden Jahren gab es immer wieder durch den U-Bahn-Bau bedingte Streckenverlegungen, besonders umfangreich im Bereich Lister Platz und am Kröpcke. Am 30. September 1979 schließlich wurde die oberirdische Verbindung über Kröpcke eingestellt; es blieb die Strecke über den Hauptbahnhof als letzte Innenstadtstrecke, die von den sieben verbliebenen oberirdischen Linien befahren wurde.

### Fahrzeuge

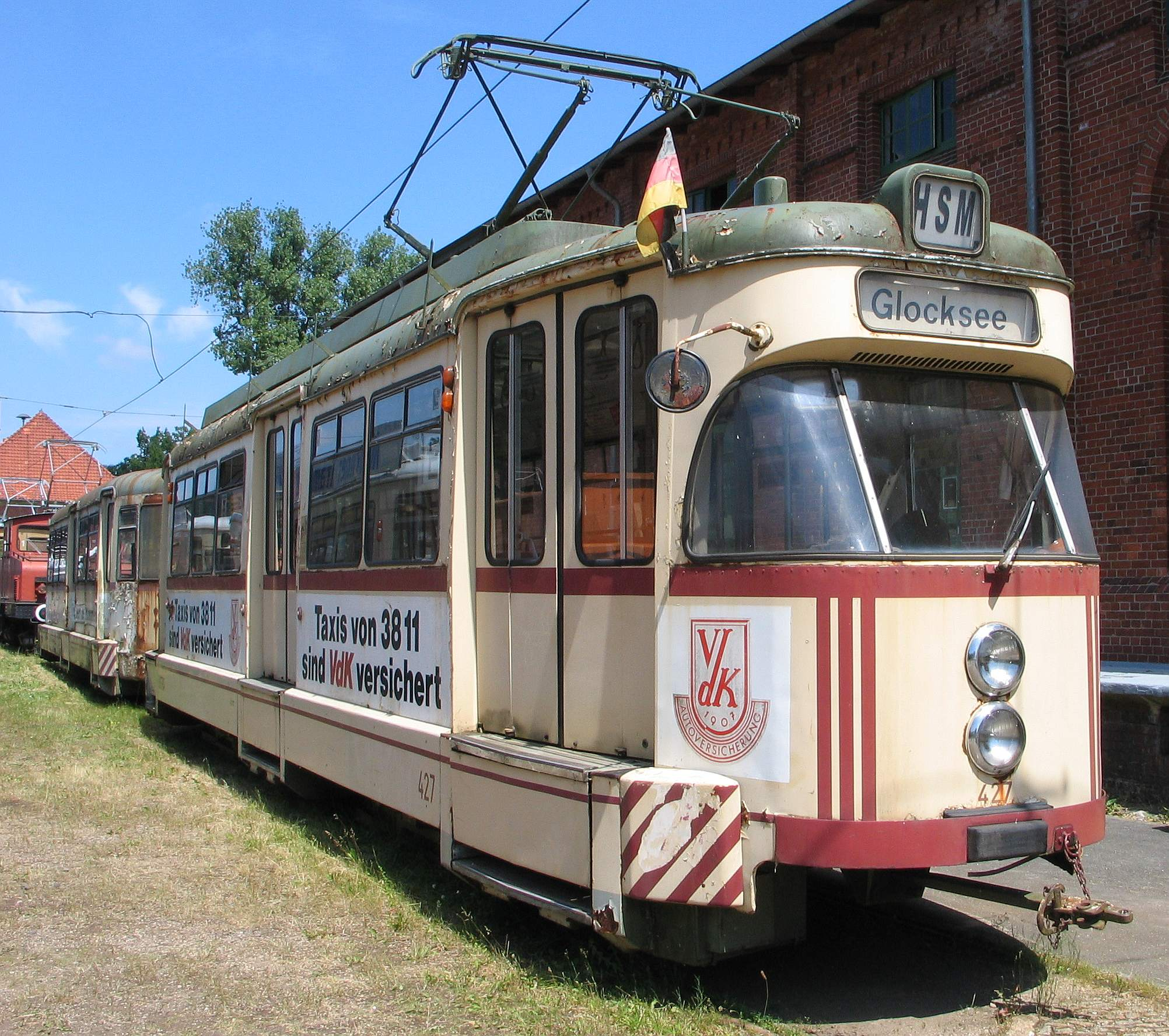
Tunnelgängig umgebauter Breitraumwagen 427 mit Klapptrittstufen

Von den in den 1950er Jahren angeschafften Wagen der Baureihe Breitraumwagen (TW 400) wurden Anfang der 1970er Jahre zehn Triebwagen und 25 Beiwagen tunneltauglich umgerüstet. Während der Bauphase des A-Tunnels war lange Zeit nicht klar, ob zum Start die neuen Stadtbahnfahrzeuge des neuen Typs TW 6000 in ausreichender Zahl zur Verfügung stünden. Die Umbauten umfassten insbesondere den Einbau von Klapptrittstufen, die Anordnung der Türen von den verjüngten Wagenenden weg in den Bereich des geraden Wagenkastens und, wegen der höheren Einstiegsebene, in den Dachbereich ragend, sowie den Anbau von sogenannten „Blumenbrettern“, welche die Lücke zwischen Wagen und Bahnsteigkante füllen sollten. 20 weitere Triebwagen erhielten nur die Verbreiterungswülste, um sie mit den umgebauten Beiwagen einsetzen zu können. Tatsächlich sind diese Wagen niemals im Linienverkehr im Tunnel gefahren.

## Seit den 1990er Jahren: Ausbau und Weiterentwicklung der Stadtbahn

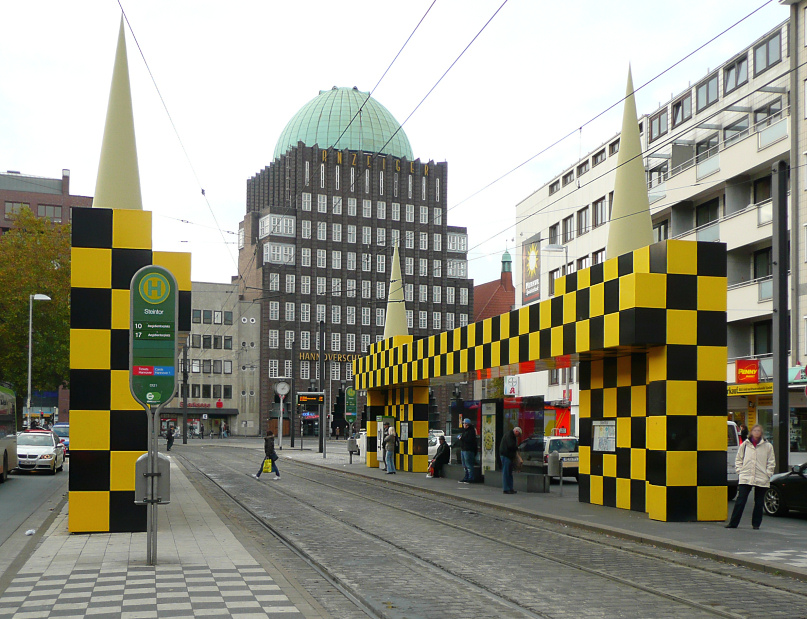
Haltestelle Steintor, Teil des Kunstprojekts BUSSTOPS

In den 1990er Jahren haben sich die Zielvorstellungen zur Stadtbahn Hannover verändert. Nachdem 1993 der Bau des Innenstadt-Tunnelnetzes weitgehend abgeschlossen war, wurde begonnen, die oberirdischen Zulaufstrecken weiterzuentwickeln. So wurde 1991 die Strecke B-Nord um fünf Haltestellen durch das Zentrum von Langenhagen verlängert. Bisher wurde zwischen Straßenbahn- und Stadtbahnlinien klar unterschieden: Stadtbahnlinien durchquerten die Innenstadt unterirdisch mit Stadtbahn-Doppeltraktionen, während Straßenbahnlinien mit älterem Wagenmaterial die Innenstadt oberirdisch erreichten. Es gab aber Grenzfälle, so wurden auf den Straßenbahnlinien manchmal auch Stadtbahn-Einzelwagen eingesetzt, z. B. musste die Linie 14 von 1984 bis 1989 zwingend mit Stadtbahnwagen fahren, weil sie im Roderbruch Haltestellen mit Hochbahnsteigen bediente und in einer Stumpfendstelle endete. 1990 wurde die Straßenbahnlinie 10, nach Stilllegung der Schleife Limmer, auf Betrieb mit Stadtbahn-Doppeltraktion umgestellt und 1993 wurde eine Stadtbahnlinie eröffnet, die mit Stadtbahn-Einzelwagen den C-Tunnel befuhr. So wurden ab 1993 alle Linien als Stadtbahnlinien bezeichnet, auch die Linie 16, die mit den klassischen Düwag-Gelenkwagen unterwegs war. Auch diese Wagen trugen bereits seit 1982 die für die Stadtbahn typische grüne Lackierung.
Nachdem 1990 entschieden wurde, die Weltausstellung Expo 2000 in Hannover stattfinden zu lassen, wurde in die Infrastruktur investiert, so auch in den weiteren Streckenausbau und in neue Fahrzeuge.

### Ausbau des Streckennetzes
1994 wurde die Strecke der Linie 10 nach Limmer bis nach Ahlem verlängert. Sie wurde nun als Stadtbahnstrecke D-West begriffen, obwohl sie in der Innenstadt keinen Tunnel hatte. Weitere Streckenverlängerungen nach Garbsen (1996), Bemerode (1999) und Messe/Ost (2000), Anderten (2002), Altwarmbüchen (2006), Misburg (2014) und Hemmingen (2023) wurden realisiert.

### Größere Züge

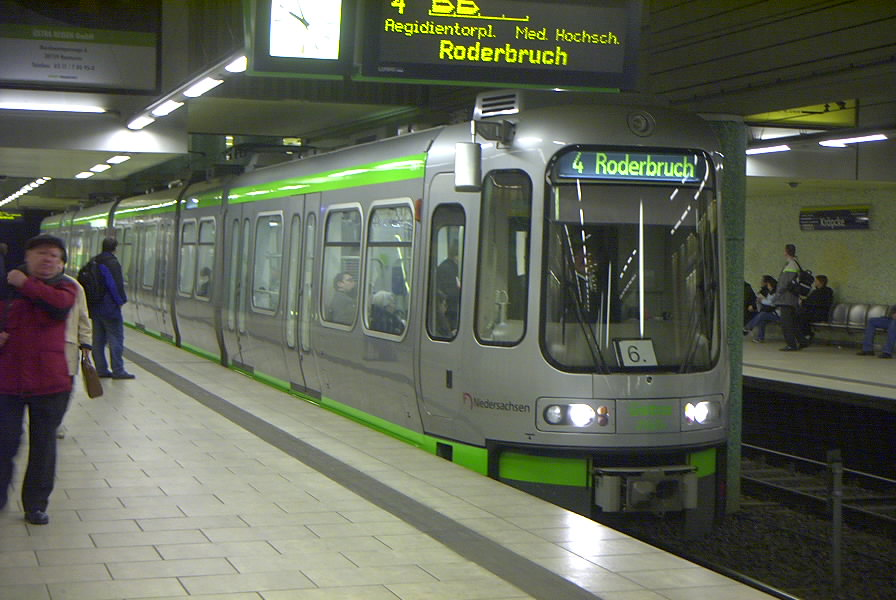
TW 2500 der Stadtbahn Hannover auf der Linie 4 in der U-Bahn-Station Kröpcke

Auf der einen Seite erschien die Vorstellung aus den 1960er Jahren, eines Tages 2,90 m breite und 103 m lange U-Bahn-Züge einzusetzen, wofür die oberirdischen Anschlussstrecken vollständig kreuzungsfrei und auf unabhängige Bahnkörper hätten ausgebaut werden müssen, schon länger unerreichbar, auf der anderen Seite hatte sich das Stadtbahnkonzept als großer Erfolg herausgestellt. Also wurde ein neues Ziel formuliert: Die Obergrenzen für Fahrzeugabmessungen, die die BOStrab für den Straßenbahnbetrieb auf der Straße definierte, 2,65 m Breite und 75 m Länge, sollten in Zukunft ausgenutzt werden, um die steigende Nachfrage zu bedienen. Von 1997 bis 2000 wurden 144 2,65 m breite und rund 25 m lange silberne Fahrzeuge des neuen Typs TW 2000 geliefert, die die 260 grünen Fahrzeuge des Typs TW 6000 rechtzeitig zur Expo ergänzten und bald danach zum Teil ersetzten. Drei-Wagen-Züge dieses Typs bieten rund 50 % mehr Kapazität als die bisherigen TW 6000-Doppeltraktionen.